# Jet Propulsion Laboratory
Pour les articles homonymes, voir JPL (homonymie).
Le Jet Propulsion Laboratory (« Laboratoire de recherche sur la propulsion par réaction »), plus connu sous son sigle JPL, est un centre de recherche spatiale de la NASA géré par le California Institute of Technology, créé en 1936 et situé à Pasadena (Californie) aux États-Unis. Il dispose d'une expertise sans équivalent dans le domaine des missions spatiales robotiques. Au sein de l'agence spatiale américaine, le JPL développe les missions d'exploration du Système solaire, en particulier à destination de Mars (missions mars Exploration Rover, Mars Science Laboratory, InSight, Mars 2020...) et des planètes externes (Cassini, Europa Clipper...) ainsi que des missions scientifiques d'observation de la Terre et d'astronomie spatiale. Le JPL gère également le réseau de stations terriennes Deep Space Network, qui permet à l'agence spatiale de communiquer avec ses sondes spatiales interplanétaires. Le JPL emploie en 2017 environ 6 000 personnes. Sur le plan statutaire, il s'agit d'un centre de recherche financé par l'État fédéral mais géré par un organisme privé (federally funded research and development center).
Le JPL est créé à l'initiative de passionnés de fusées et de Theodore von Kármán, professeur au renommé California Institute of Technology (Caltech), dans le but d'effectuer des recherches sur la propulsion par moteurs-fusées. À la veille de la Seconde Guerre mondiale, l'Armée de l'Air américaine se tourne vers ces spécialistes pour développer des fusées d'assistance au décollage JATO afin de permettre à ses bombardiers de décoller à partir de pistes de longueur réduite. À la fin de la guerre, le centre de recherche conçoit des fusées et missiles de puissance croissante pour le compte de l'Armée de Terre. Au début de l'ère spatiale, le JPL contribue au lancement du premier satellite artificiel américain en fournissant à la fois les moyens de suivi, les étages supérieurs du lanceur et le satellite proprement dit (Explorer 1). C'est un tournant dans l'activité du centre de recherche qui est entériné par son rattachement en octobre 1958 à l'agence spatiale civile américaine toute nouvellement créée, la NASA. À compter de cette date, le centre développe ses compétences dans le domaine de l'exploration du système solaire en écrivant certaines des plus belles pages du programme spatial américain, dont les missions Surveyor, Mariner, Voyager, Viking, Galileo, Cassini Huygens, MER et Mars Science Laboratory.

## Historique

### Débuts (1936-1938)

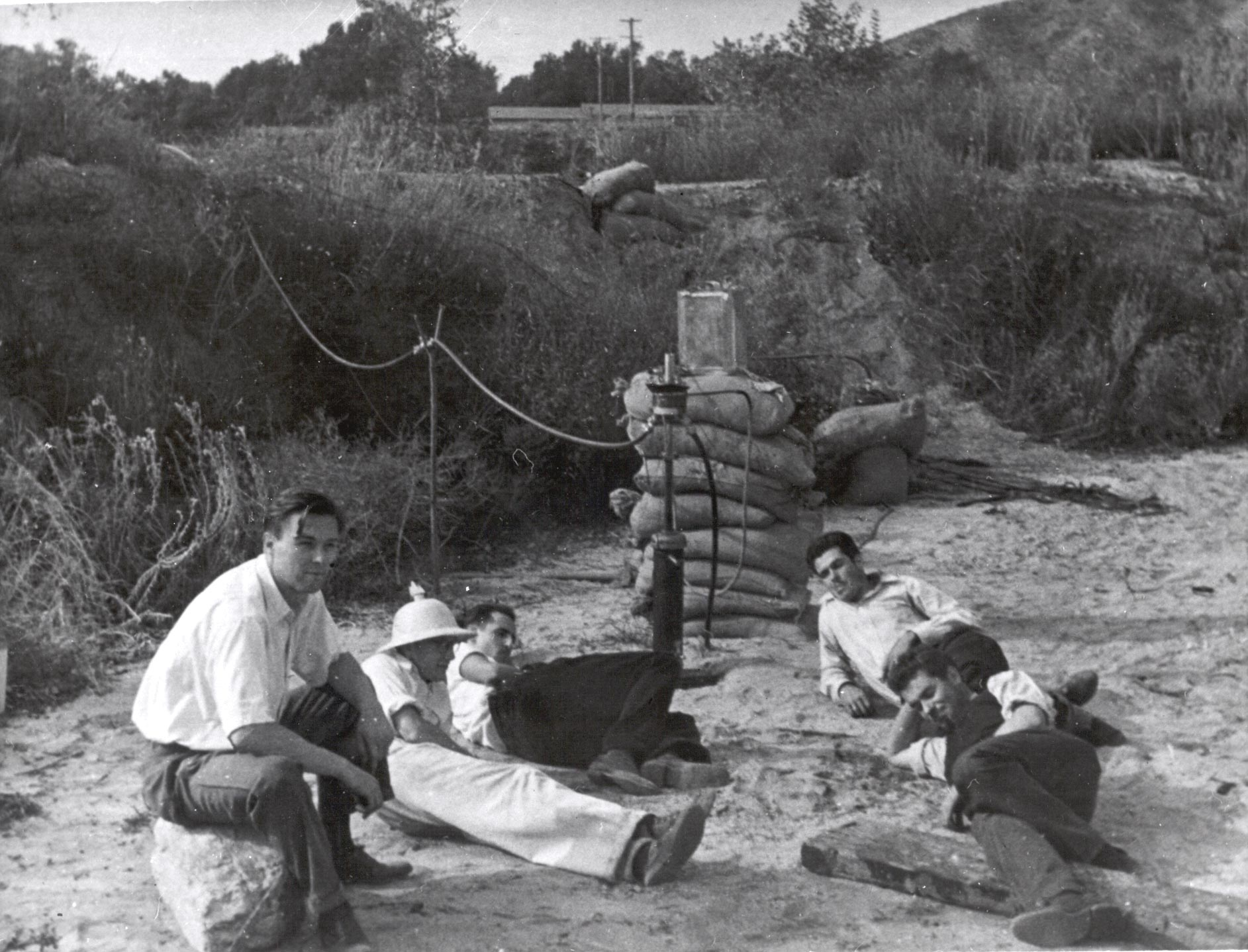
Premiers tests de moteurs-fusées dans l'Arroyo Seco. De gauche à droite : R. Schott, A.M.O. Smith, Frank Malina, Ed Forman et Jack Parsons (novembre 1936).

La création du Jet Propulsion Laboratory est liée à deux amateurs passionnés de fusées, Jack Parsons et Edward S. Forman, vivant dans la région de Los Angeles. Au milieu des années 1930 ils testent leurs bricolages dans la cour de la maison de Forman et entretiennent une correspondance avec certains chercheurs allemands travaillant dans le domaine notamment Willy Ley. Passionnés par une conférence sur les fusées à laquelle ils assistent en 1936 au California Institute of Technology (Caltech), l'une des universités les plus réputées des États-Unis située à Pasadena dans la banlieue de Los Angeles, ils demandent des conseils pour faire progresser leur activité au professeur Theodore von Karman. Celui-ci dirige au sein du Caltech le Laboratoire d'aéronautique Guggenheim (GALCIT) un institut de recherche qui joue un rôle de pointe dans le domaine de l'aérodynamique. Von Karman demande à un de ses étudiants Frank Malina, qui réalise par la suite sa thèse de doctorat sur la propulsion des fusées, de les assister. Les trois hommes constituent une équipe qui est rapidement renforcée par quelques autres étudiants du CalTech dont Apollo Milton, Olin Smith et Tsien Hsue-shen.
Ce groupe effectue ses premiers tests d'un moteur-fusée à ergols liquides dans le canyon généralement asséché d'Arroyo Seco, à la limite nord de Pasadena et au pied des Monts San Gabriel. Après des premiers tests infructueux, ils parviennent à faire fonctionner leur moteur sur une durée significative début 1937. Impressionné, von Karman décide de créer un banc d'essais pour moteurs-fusées près d'un bâtiment du campus du CalTech. Parsons et Forman sont employés à temps partiel sur le site. Après deux explosions qui valent au petit groupe le surnom d'« escadron de la mort », on leur demande de déplacer leur banc d'essais ailleurs. Ils décident de poursuivre leurs expériences sur le site initial d'Arroyo Seco. Ils y testent plusieurs types d'ergols et différentes architectures de moteur.

### Concepteur de fusées et missiles pour l'armée (1938-1957)

#### Concepteur des fusées d'assistance au décollage (1938-1944)

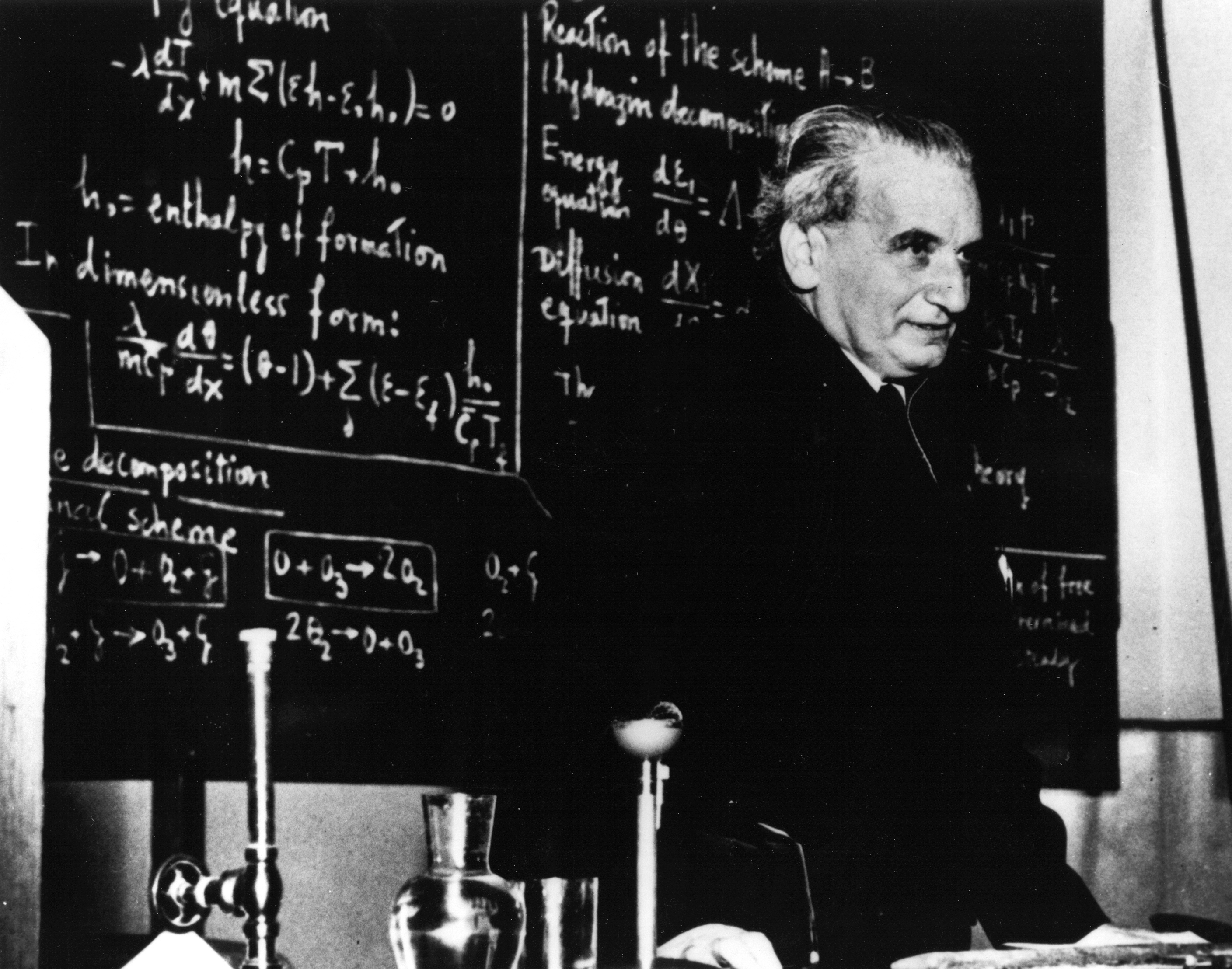
Theodore von Karman, un des fondateurs du JPL, au CalTech.

En 1938 von Karman et Malina sont invités à Washington par le responsable de l'Armée de l'Air américain Henry Arnold pour discuter des projets de recherche militaire. Arnold est au courant des travaux du GALCIT sur les fusées et il décide de confier à cet institut un projet de recherche exploitant le potentiel des fusées. Il s'agit de faciliter le décollage des bombardiers lourds utilisant des pistes courtes qui abondent en particulier dans les îles du sud de l'Océan Pacifique. L'Armée alloue à ces travaux de recherche initialement une somme de 1 000 US$ qui est portée un an plus tard à 10 000 US$. Von Karman réussit à persuader Caltech de louer plusieurs hectares de terrain sur la rive ouest de l'Arroyo Seco pour mettre au point les fusées JATO (Jet-Assisted TakeOf). Différentes combinaisons d'ergols solides et liquides ainsi que des architectures et puissances variées sont testées. En août 1941 un petit avion de type ERCO Ercoupe effectue le premier décollage assisté par un JATO depuis l'aérodrome de March Field à Riverside (Californie). Six mois plus tard Karman et ses collaborateurs créent la société Aerojet Engineering Corporation afin de fabriquer les fusées JATO destinées aux militaires. La société qui emploie quelques employés à ses débuts croît rapidement et installe bientôt ses quartiers à Azusa à quelques kilomètres à l'est de Pasadena. La Seconde Guerre mondiale qui transforme l'Océan Pacifique en un gigantesque champ de bataille, accélère les besoins de JATO. 20 ans plus tard, devenu le premier constructeur de moteurs-fusées des États-Unis, Aerojet emploie plus de 30 000 employés.

Le JPL dans les années 1940
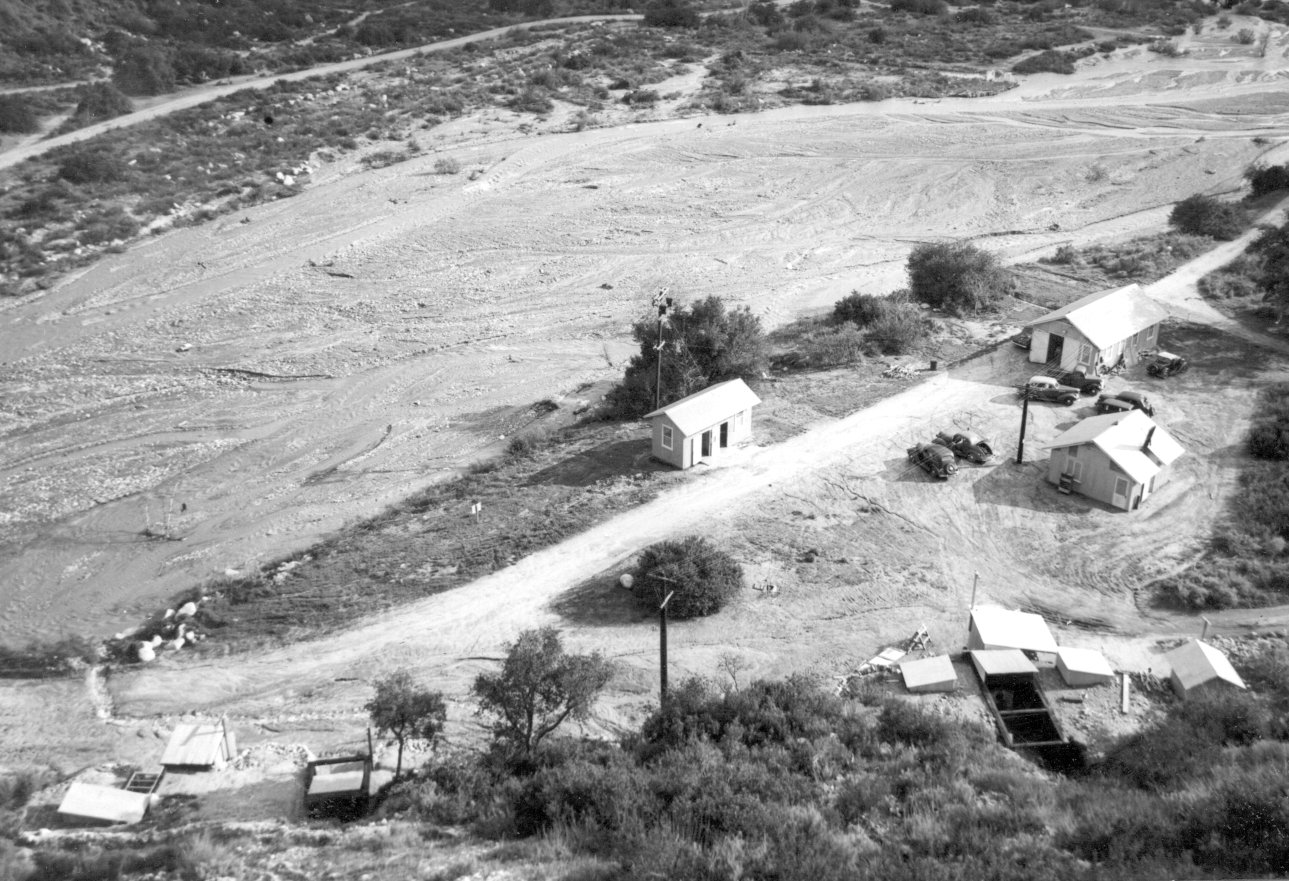
Le site du Jet Propulsion Laboratory photographié en 1942 depuis le sommet de la colline dominant aujourd'hui la porte est : il n'était occupé à l'époque que par quelques modestes bâtiments et une fosse destinée à tester les moteurs-fusées.
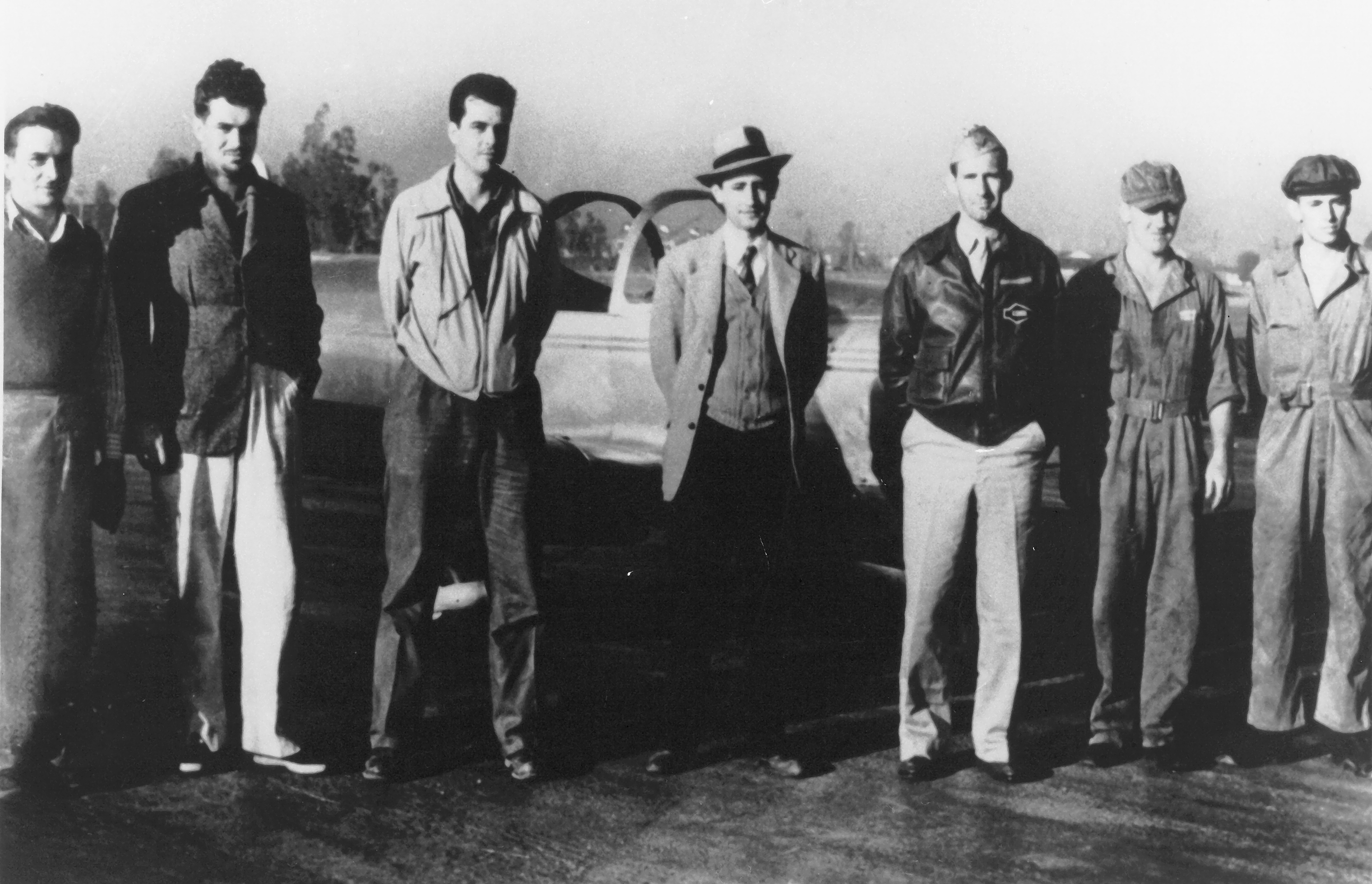
Trois des fondateurs du JPL sont présents sur cette photo : Jack Parsons est le deuxième à partir de la gauche, E.S. Foreman le troisième et Frank Malina le quatrième (12 août 1941).
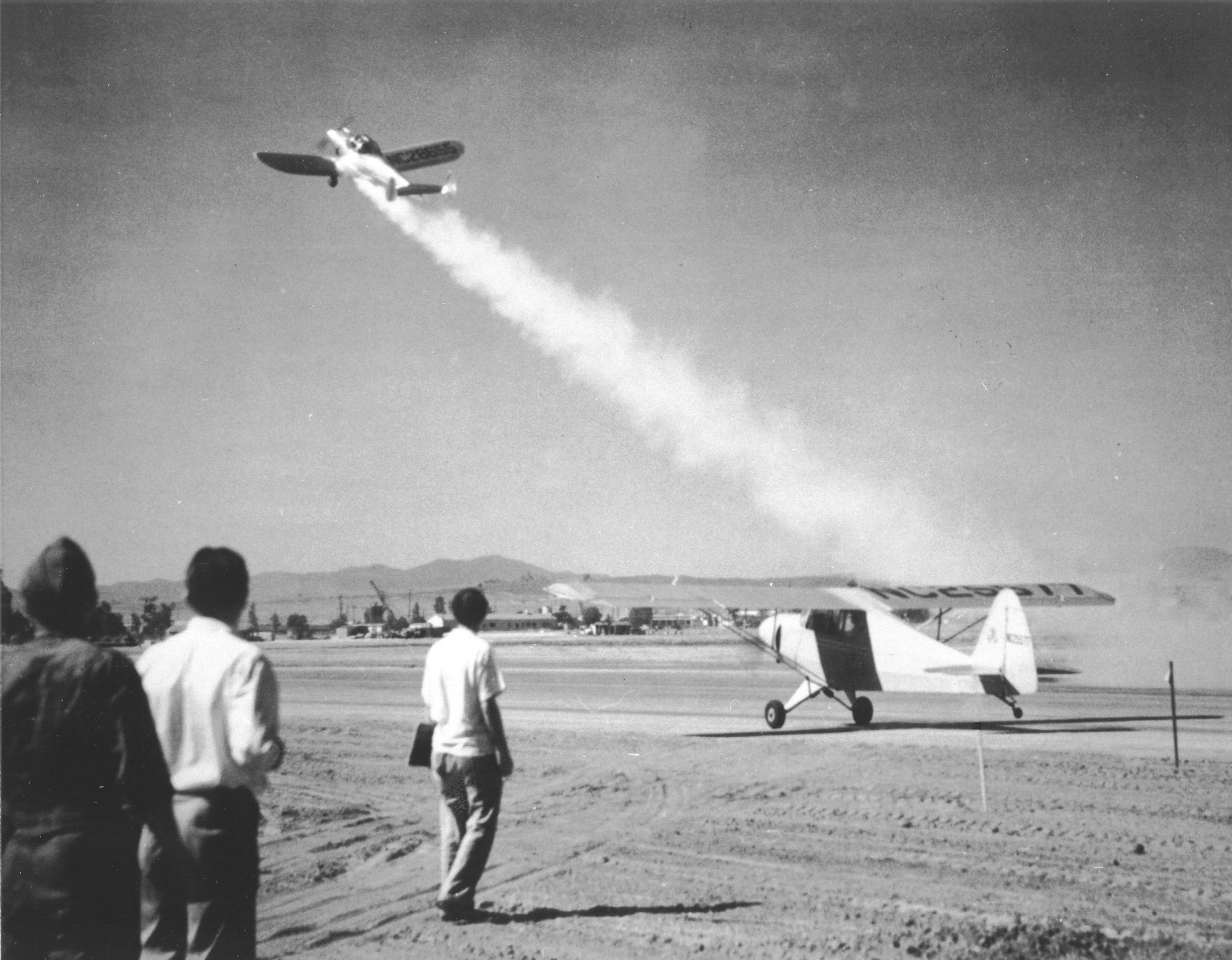
Premier décollage assisté par une fusée JATO mise au point par les créateurs du JPL (décembre 1941).

#### Développement de missiles balistiques pour l'armée

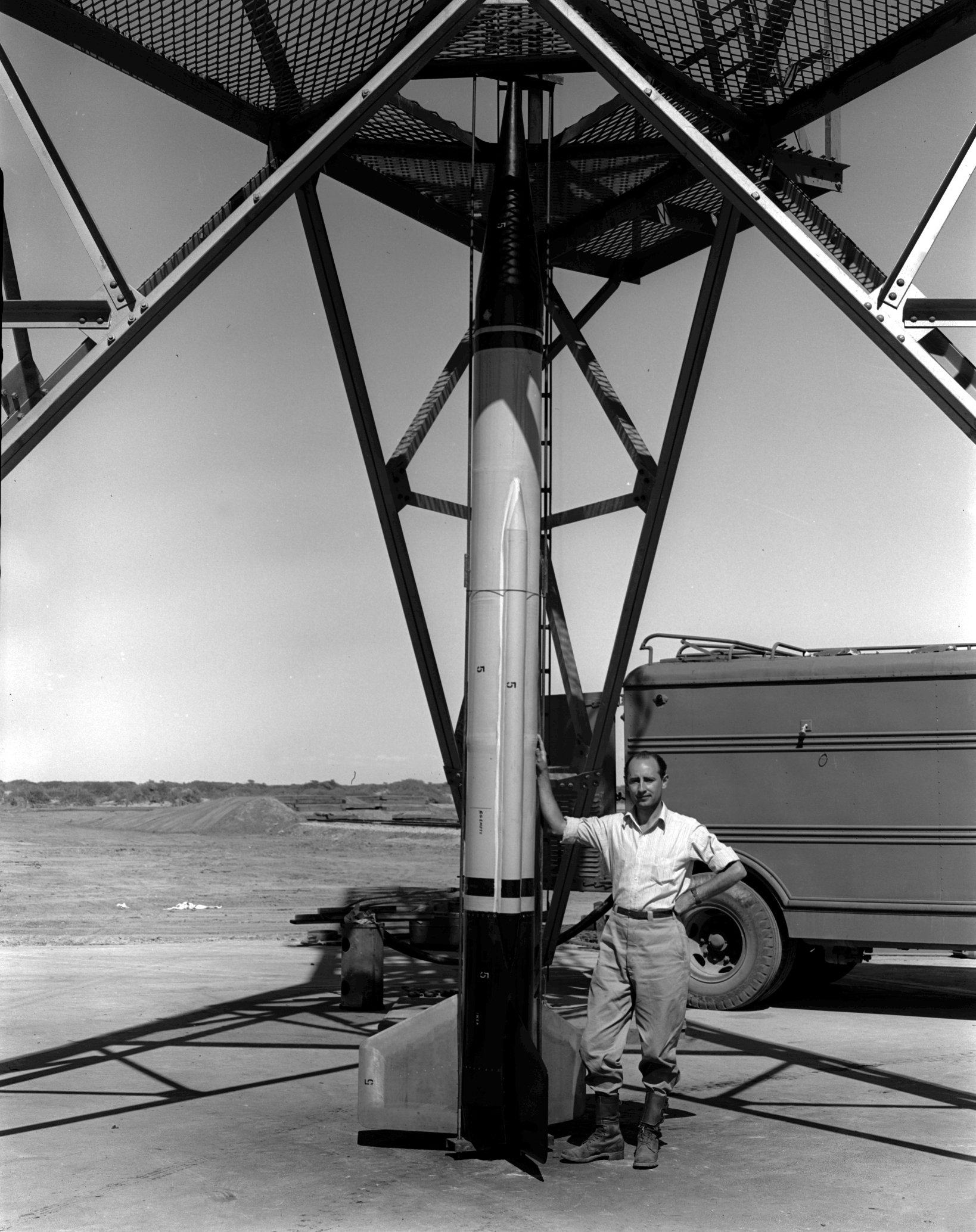
Frank Malina, un des fondateurs du JPL et son directeur de 1944 à 1946, se tient près d'une fusée Wac Corporal mis au point par le JPL.

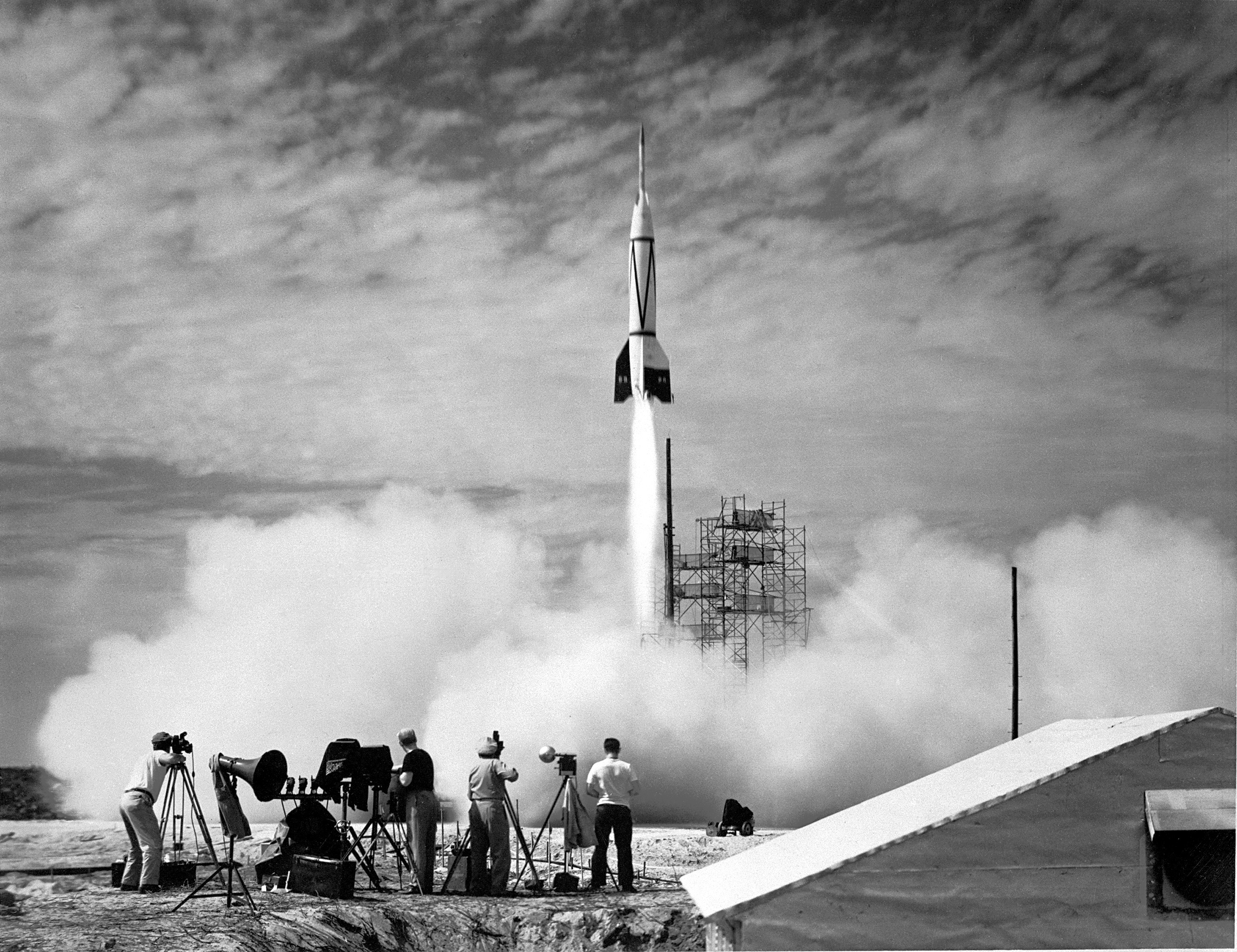
Lancement en juillet 1950 depuis Cape Canaveral d'une fusée Bumper composée d'un missile V2 surmonté par une fusée Wac Corporal. Cet ensemble permettait d'atteindre une altitude de 400 km.

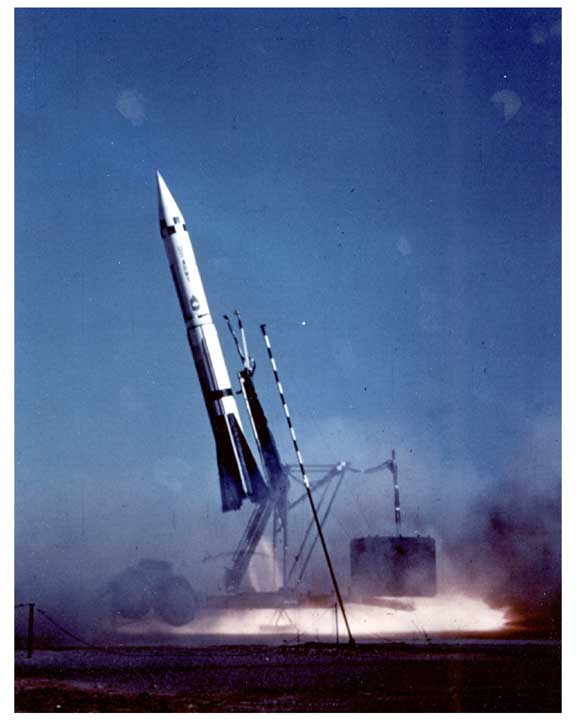
Lancement d'un missile Sergeant conçu par le JPL.

En 1943 les allemands développent le missile V2 avec l'espoir que cette arme révolutionnaire apportera la victoire au Troisième Reich. En pratique l'efficacité militaire est très faible mais les recherches effectuées permettent des percées majeures dans le domaine du guidage et de la propulsion des fusées. Le projet est développé secrètement mais les services secrets britanniques ont pu collecter des informations embryonnaires sur les travaux en cours : selon celles-ci les Allemands mettraient au point des projectiles propulsés par des moteurs-fusées crédités d'une portée de 160 kilomètres. Ces informations sont communiquées par le gouvernement britannique au gouvernement américain. Les militaires américains demandent début août 1943 à von Karman d'étudier les données rassemblées et de fournir un rapport sur le sujet. Le professeur indique dans son rapport que la réalisation d'un engin similaire n'est pas possible dans l'état des connaissances aux États-Unis et propose une démarche incrémentale proposant le développement de fusées de puissance croissante et incluant la construction d'une soufflerie permettant de tester des maquettes à vitesse hypersonique. L'Armée, qui dispose compte tenu du conflit de moyens budgétaires considérables, répond avec enthousiasme à ce plan qui lui permet de bénéficier de la forte expertise du Caltech. Le conseil d'administration de l'université donne son accord en le limitant dans un premier temps à la durée de la guerre. Une nouvelle entité baptisée Jet Propulsion Laboratory, en abrégé JPL (le mot rocket - fusée - étant trop connoté à cause des bandes dessinées parues à l'époque), est créée officiellement le 1er juillet 1944 au sein du GALCIT pour prendre en charge le projet. Karman, accaparé par ses travaux pour le compte de l'Armée de l'Air quitte Los Angeles pour Washington, et Malina prend la direction du laboratoire. Le JPL compte environ 150 personnes à sa création, ce chiffre monte à 500 en 1948 et dépasse les 1 000 en 1953,.
Une première fusée d'une longueur de 2 mètres et baptisée Private A (soldat A) est testée en vol pour la première fois en décembre 1944 et atteint une altitude de 20 kilomètres. La fusée suivante, baptisée WAC Corporal, atteint une altitude de 76 kilomètres. La Corporal, une version nettement agrandie de la WAC Corporal, effectue son premier vol en 1947. Le deuxième test est un échec et impose un retour à la table à dessin qui repousse le test suivant d'un an. En 1949 le Pentagone décide que la Corporal sera utilisée à des fins militaires et sera équipée avec une tête nucléaire. L'Armée passe un contrat avec le JPL et Firestone pour la construction de 200 Corporal par an à partir de 1952. Par la suite un rôle élargi est confié au JPL qui gagne progressivement en expertise dans le domaine de l'ingénierie des systèmes. Celle-ci sera largement utilisée pour développer la génération suivante des missiles baptisée Sergeant,.
| Désignation  | Conception | Masse au lancement | Longueur | Diamètre | Propulsion                                  | Durée combustion | Performances                                           | Charge utile |
| ------------ | ---------- | ------------------ | -------- | -------- | ------------------------------------------- | ---------------- | ------------------------------------------------------ | ------------ |
| Private      | 1945       | 240 kg             | 2,34 m   | 24 cm    | 2 étages (propergol solide)                 |                  |                                                        |              |
| WAC Corporal | 1945       | 480 kg             | 7,3 m    | 30 cm    | 2 étages (propergol solide+ergols liquides) | 48 s             | Altitude : 80 km                                       |              |
| Corporal     | 1947-1955  | 5 t                | 13,8 m   | 76 cm    | Moteur à ergols liquides (89 kN)            | 63 s             | Tête nucléaire (20 kt) Portée 130 km Guidage radio     | 680 kg       |
| Sergeant     | 1955       | 4,6 t              | 10,52 m  | 79 cm    | Thiokol XM100 (propergol solide) 200 kN     | 34 s             | Tête nucléaire (200 kt) Portée 139 km Guidage inertiel | 820 kg       |

#### Destin des créateurs du Jet Propulsion Laboratory

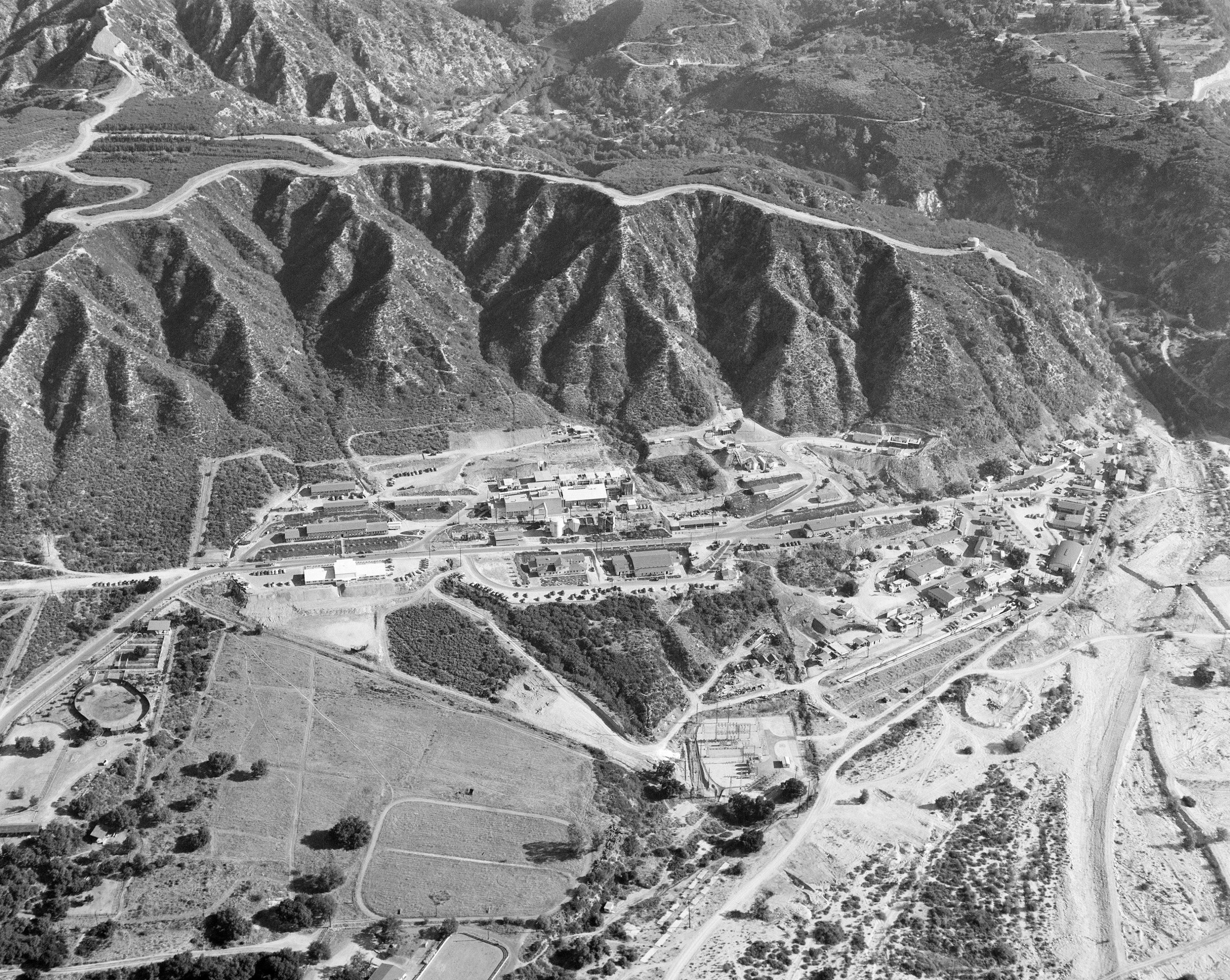
Le site du JPL en 1950. Les bâtiments sont alignés au pied d'un contrefort des monts Saint Gabriel, à l'extrême droite débouche le lit asséché de l'Arroyo Seco.

Les fondateurs du Jet Propulsion Laboratory quittent le laboratoire au cours de la décennie 1940. Von Karman prend la tête en 1944 du comité consultatif scientifique de l'Armée de l'Air. Il est l'un des avocats clés de la politique de l'endiguement visant à stopper l'extension de la zone d'influence soviétique au-delà de ses limites atteintes en mars 1947 et à contrer les États susceptibles d'adopter le communisme. Frank Malina, qui n'apprécie pas l'utilisation des fusées à des fins militaires quitte les États-Unis en 1947 et s'installe à Paris pour travailler à l'UNESCO. Il devient par la suite un artiste de studio, créateur de sculptures cinétiques et meurt à Boulogne sur Seine en 1981. Jack Parsons met au point plusieurs innovations techniques dans le domaine des fusées. Celui que von Karman qualifiait d'excellent chimiste et de charmant cinglé, prend la tête de la loge d'une secte occultiste réputée pour son usage de la drogue et ses orgies. Il travaille chez Aerojet en 1942 mais quitte la société deux ans plus tard. Il travaille par la suite dans des sociétés fabriquant des explosifs et des constructeurs aéronautiques. En 1952 il décide de quitter Los Angeles pour s'installer à Mexico mais décède des blessures dues à une explosion dans son garage à l'âge de 37 ans. L'ancien étudiant chinois de von Karman, Tsien Hsue-shen, joue un rôle central dans le développement des premières fusées créées par le JPL. Il est l'un des trois rédacteurs du premier document rédigé pour l'Armée proposant un plan de développement des fusées appliqué par la suite par le JPL. Avec le rang de colonel, il fait partie des personnes qui interrogent Wernher von Braun en 1945 après que celui-ci s'est rendu aux autorités américaines. En 1950, le maccarthysme, la chasse aux sympathisants communistes, balaye les États-Unis. Tsien Hsue-shen est accusé d'avoir participé à des meetings organisés par les communistes dans les années 1930. Il nie mais ses droits d'accès aux documents couverts par le secret militaire sont révoqués. Il décide alors de retourner dans son pays natal mais les autorités américaines l'empêchent de quitter les États-Unis car elles ne veulent pas que ses connaissances dans le domaine des missiles soient utilisées par la Chine. En 1955 durant les négociations sur les échanges de prisonniers qui succèdent à la fin de la guerre de Corée, les autorités chinoises exigent et obtiennent le retour de Tsien Hsue-shen. De retour dans son pays natal Tsien Hsue-shen prend la tête du développement du missile antinavire Silkworm. Dans les années 1970 il est le fondateur du programme spatial chinois et contribue à la mise en orbite du premier satellite artificiel de son pays. Très proche des dirigeants chinois (il rencontre à plusieurs reprises Mao Tse Tung et côtoie le premier ministre chinois, il survit à la révolution culturelle de 1968 et apporte son soutien au gouvernement lors du massacre de la place Tiananmen en 1989.

### Entrée dans l'ère spatiale

#### L'Année géophysique internationale

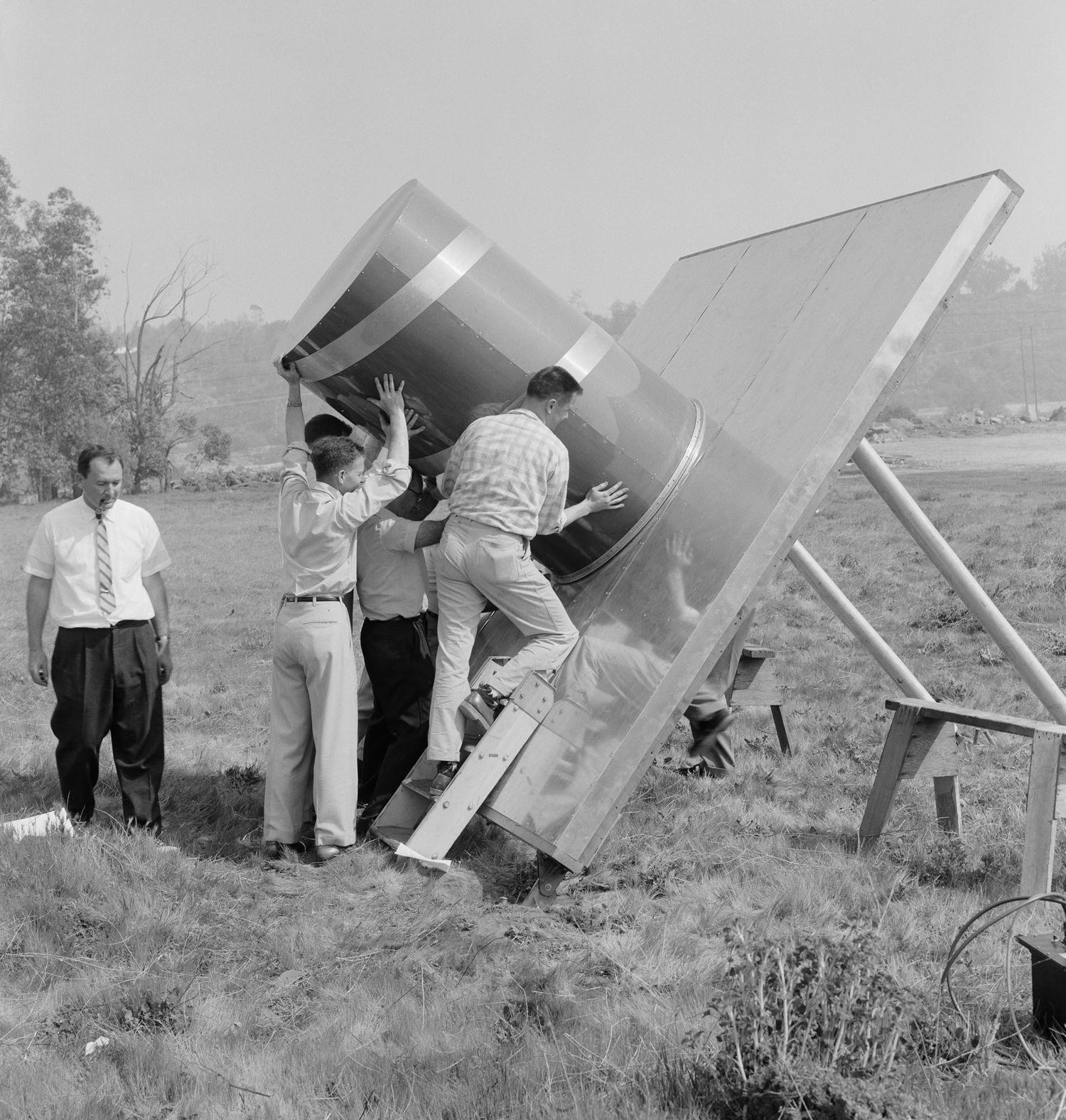
Prototype d'une station de poursuite Microlock mis au point par le JPL pour recueillir les données de ses missiles.

Au début des années 1950 les trois corps de l'Armée américaine (Armée de l'Air, Armée de Terre et Marine Nationale) développent des missiles balistiques à longue portée. En parallèle les scientifiques utilisent des fusées-sondes de plus en plus puissantes pour explorer la haute atmosphère. Parmi ceux-ci James Van Allen responsable du département de physique de l'université de l'Iowa étudie ainsi les caractéristiques du rayonnement cosmique. En 1950 avec l'aide d'autres scientifiques, Van Allen lance l'idée d'une Année géophysique internationale exploitant les nouveaux moyens techniques mis à disposition tels que le radar, la fusée et les calculateurs. Cet événement permettra aux scientifiques du monde entier d'étudier la Terre en coordonnant leurs efforts. Cette proposition est entérinée par le Conseil international des unions scientifiques (ICSU) dont le rôle est de coordonner les recherches scientifiques des différents pays et un comité est chargé de coordonner les travaux de l'Année Internationale de Géophysique qui est planifiée pour 1957-1958, car cette période correspond à un maximum de l'activité solaire,. À l'époque la guerre froide oppose l'Union soviétique et ses alliés aux pays occidentaux. Mais la mort de Joseph Staline en 1953 entraîne une légère détente et les pays du bloc de l'est décident de participer. Les scientifiques décident que pour couronner cet événement des satellites artificiels seront placés en orbite pour y collecter des données scientifiques.

#### L'annonce du lancement des premiers satellites artificiels (1954)
En 1954 les deux superpuissances (Union soviétique et États-Unis) annoncent qu'elles placeront à cette occasion un satellite artificiel autour de la Terre. Le concept de satellite artificiel est ancien mais c'est seulement au cours des deux dernières décennies que les connaissances techniques accumulées d'abord sous l'impulsion de l'Allemagne nazie (missile V-2) puis des deux superpuissances (développement de missiles balistiques), permettent d'envisager son implémentation. Cet objectif est entériné le 4 octobre 1954 par le comité organisateur de l'année géophysique internationale qui encourage tous les pays à y participer. Aux États-Unis le lancement d'un satellite est approuvé par le comité national de l'année géophysique réuni le 18 mai 1955. Bien avant cette date la conception d'un tel satellite avait été étudié par la Rand Corporation et le bureau aéronautique de la Marine de guerre américaine donnant lieu à des rapports publiés dès 1946. Mais pour lancer ce satellite il fallait d'abord disposer d'un lanceur capable de l'accélérer suffisamment (plus de 7 km par seconde) pour qu'il reste en orbite.

#### Sélection du lanceur américain (1955)
À l'époque William H. Pickering, un ingénieur néo-zélandais devenu au JPL un spécialiste des télémesures (guidage et contrôle des fusées) est à la tête du programme de missile Corporal. Travaillant sur la base de lancement de White Sands, il y fait connaissance de Van Allen qui utilise des V-2 mises à disposition par Wernher von Braun et ses ingénieurs pour lancer des expériences dans la haute atmosphère. En 1954 l'équipe de von Braun qui dirige les ingénieurs de l’Agence des missiles balistiques de l'Armée de terre américaine située Huntsville (Alabama propose d'utiliser le missile Redstone qu'il développe surmonté par un fagot de propulseurs à propergol solide pour en faire un lanceur et placer un satellite en orbite. Selon ses calculs le projet pourrait aboutir dès septembre 1956. Von Braun envoie au JPL, avec lequel il souhaite travailler, le détail de cette proposition baptisée Project Orbiter. En retour Pickering suggère d'utiliser des fusées Recruit pour les étages supérieurs et d'installer un émetteur radio en cours de développement dans son établissement. Van Allen de son côté tente d'obtenir l'appui des responsables américains à Wahshington. Mais l'Armée de Terre n'est pas la seule en course pour lancer un satellite artificiel. Le Naval Research Laboratory propose d'utiliser le lanceur Vanguard, une nouvelle fusée consacrée à la recherche scientifique dont le second étage est une fusée-sonde Aerobee fournie par le JPL tandis que l'Armée de l'Air propose son missile balistique intercontinental Atlas. Ces deux fusées sont toutefois à un stade de développement très peu avancé. Le secrétariat de la Défense nomme en août 1955 un comité pour sélectionner un des trois projets. Celui-ci est composé de deux représentants de chacune des trois armes et est dirigé par Homer Stewart, un professeur de CalTech responsable d'une des divisions du JPL. Bien que le projet Orbiter soit le plus abouti c'est le projet Vanguard proposé par le laboratoire de la Marine américaine qui l'emporte par cinq voix contre deux pour le projet Orbiter. Ce choix reflète la volonté du président américain en exercice, Eisenhower, que le programme spatial ne soit pas directement associé à une arme. Quelques jours plus tard cette décision est confirmée et l'équipe de von Braun se voit interdire toute tentative de lancement de satellite.

#### Les essais de la Jupiter-C

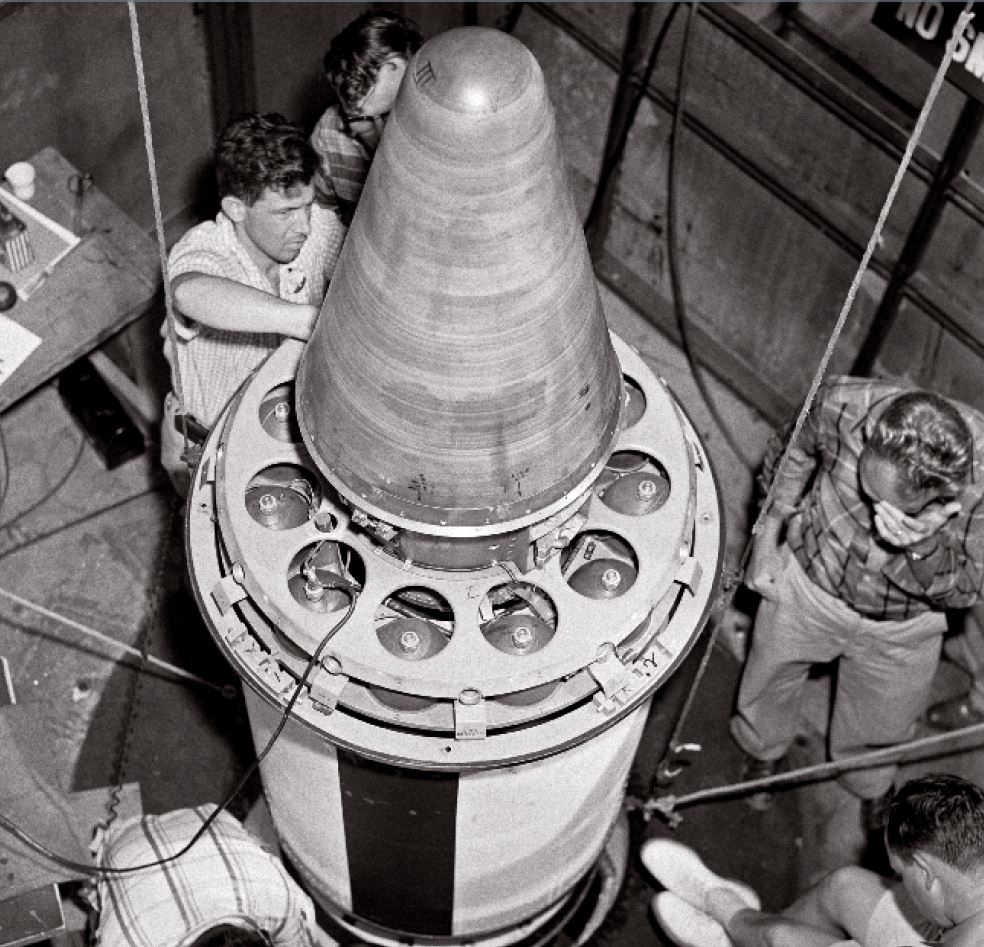
Les ingénieurs du JPL et de von Braun assemblent un bouclier thermique expérimental en fibre de verre sur une Jupiter-C destiné à protéger les têtes militaires (1957).

À l'automne l'Armée de Terre demande au JPL de l'assister dans la mise au point des têtes militaires des missiles balistiques intercontinentaux. Celles-ci sont soumises lors de leur rentrée atmosphérique à très grande vitesse à des températures de plusieurs milliers de degrés. Von Braun est chargé de tester le recours à un revêtement en fibre de verre qui se sublimerait durant cette phase de vol tout en protégeant la tête militaire. Pour effectuer ces tests, le montage proposé pour le projet Orbiter est utilisé. Le JPL fournit les étages supérieurs (fusées Recruit) ainsi que le réseau de stations de poursuite baptisé Microlock chargé de suivre les émissions radio du missile. Le premier test est effectué en septembre 1956. Pour éviter que la fusée ne place en orbite le dernier étage, celui-ci est rempli avec du sable au lieu de propergol solide. Dès son premier essai la charge utile atteint une altitude de 5 391 km établissant un nouveau record d'altitude. Deux mois plus tard, le secrétariat à la Défense, qui veut empêcher qu'un nouveau test n'aboutisse à une mise en orbite avant le programme Vanguard, envoie un mémo à l'Armée de Terre, l'employeur de von Braun, interdisant tout essai de missile dont la portée excéderait 320 kilomètres.
Malgré les consignes du secrétariat à la Défense, le général Medaris directeur de l’Agence des missiles balistiques de l'Armée de terre américaine (ABMA) et von Braun soumettent en avril 1957 un plan de lancement d'une demi-douzaine de satellites artificiels à l'aide du lanceur basé sur le missile Redstone (baptisé Jupiter-C pour Jupiter Composite Re entry Test Vehicle), dont le premier pourrait être mis en orbite cinq mois plus tard. Cette proposition est rejetée par le secrétariat à la Défense. L'ABMA et le JPL continuent leurs essais sur le bouclier thermique des têtes nucléaires durant l'été 1957 lorsque les responsables soviétiques annoncent que leur pays s'apprête à lancer un satellite artificiel d'ici quelques mois. À l'époque trois Jupiter-C avaient été lancées et il restait une dizaine de fusées de ce type en stock. Medaris, apprenant que le programme Vanguard est en difficulté, donne l'ordre de préparer trois de ces fusées au cas où la Jupiter-C serait amener à remplacer au pied levé le lanceur Vangard. De son côté Pickering prépare la reconversion du JPL. Peu après sa nomination en 1954 il avait convenu avec le responsable du Caltech, gestionnaire du laboratoire, que le missile Sergeant serait la dernière fusée développée par son établissement. Pour Pickering la réalisation d'engins spatiaux, en particulier le développement de l'électronique sophistiquée d'un satellite artificiel, constituait un objectif beaucoup plus prometteur. Durant l'été 1957 il propose de développer un premier satellite dont la charge utile serait une expérience de détection de rayons cosmiques fournie par un professeur de Caltech et un autre instrument fourni par un astronome de l'observatoire du Mont Palomar. Mais sa proposition reste sans suite.
Mi-septembre les premières rumeurs du lancement imminent d'un satellite par les soviétiques se mettent à circuler. Finalement le 4 octobre les Soviétiques annoncent le lancement réussi de Spoutnik 1. Pour le public américain, peu au courant des travaux en cours, c'est un choc. Von Braun et Medaris plaident de nouveau la cause de leur lanceur auprès du secrétaire à la Défense, dans un premier temps sans résultat. Mais après le lancement de Spoutnik 2 qui a lieu le 3 novembre, les équipes du JPL et de von Braun sont autorisées à préparer le lancement d'un satellite. Toutefois le lancement n'aura lieu que si le programme Vanguard échoue.
Le JPL et l'Armée de Terre s'engagent à lancer un satellite dans un délai de 90 jours. La distribution des rôles entre le JPL et l'équipe de von Braun est rapidement figée. Ce dernier souhaitait développer le satellite mais celui-ci est confié au JPL. L'équipe de von Braun prépare le lanceur sous le nom de code missile 29 pour préserver le secret sur ces préparatifs tandis que le JPL crée de nouvelles stations pour permettre le suivi du satellite et met la dernière main au dernier étage du lanceur (une fusée Recruit) qui doit également héberger la charge utile. Un collaborateur de James Van Allen s'installe à Pasadena pour assembler l'expérience sur les rayons cosmiques. Le satellite, dont la masse est de 8,4 kg, emporte outre l'expérience sur les rayons cosmiques, une deuxième expérience destinée à détecter les micro-météorites. Il est stabilisé par rotation (12 tours par seconde), sa température est contrôlée grâce à l'application de bandes de peinture alternées blanches (non réfléchissantes) et noires (réfléchissantes). Il dispose de deux émetteurs radio et l'énergie est fournie par des batteries qui garantissent une durée de vie de quelques mois. N'ayant pas le temps d'installer un enregistreur à bande magnétique, on met au point un système ingénieux pour compter le nombre de rayons cosmiques entre deux contacts avec les stations terriennes. Le 6 décembre a lieu le premier lancement de la fusée Vanguard, mais celle-ci est détruite immédiatement après son décollage.

#### Le premier satellite artificiel américain: Explorer 1

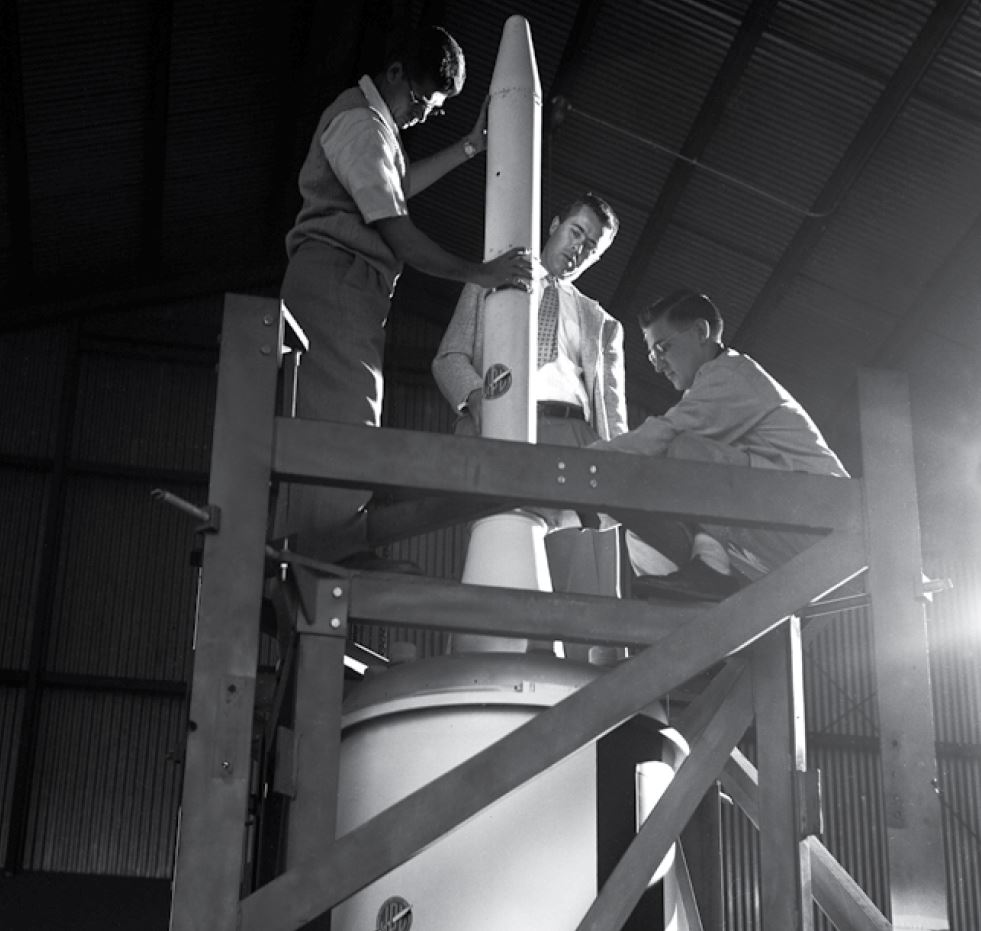
Essai d'assemblage d'Explorer 1 sur son lanceur.

Le 20 décembre le premier étage du lanceur Jupiter-C arrive à la base de lancement de Cape Canaveral. Au cours du mois suivant, le satellite puis les étages supérieurs sont assemblés sur le pas de tir 26A, et une première répétition du lancement est effectuée le 27 janvier 1958. Après avoir été différé durant plusieurs jours à cause de conditions météorologiques défavorables, le décollage a lieu le 31 janvier. La mise en orbite est un succès au grand soulagement des responsables politiques comme des équipes chargées du projet, sur les épaules desquelles reposait une énorme pression. L'instrument de van Allen met en évidence des variations non anticipées du rayonnement selon l'altitude. Ces résultats, complétés par ceux d'un instrument plus sophistiqué lancé quelques mois plus tard à bord d'Explorer 4, déboucheront sur la découverte des ceintures de radiation de Van Allen.
Quelques mois après le lancement d'Explorer 1 et bien que réticent à investir massivement dans le spatial civil, le président américain Dwight D. Eisenhower décide par un décret en date du 29 juillet 1958 (le National Aeronautics and Space Act) la création d'une agence spatiale civile. Celle-ci, baptisée Nasa, doit fédérer les efforts américains pour mieux contrer les réussites soviétiques : la course à l'espace est lancée. La NASA est créée officiellement le 1er octobre 1958. Elle rassemble l'ensemble du personnel travaillant sur le programme spatial civil dans d'autres agences gouvernementales dont le JPL. La NASA comprend initialement 8 000 employés répartis entre trois laboratoires de recherche. Le JPL se spécialise dans les missions d'exploration planétaire. Bien qu'il ait cessé toute activité de recherche en propulsion, le JPL conserve son nom qui faisait directement référence à celle-ci.

### Le JPL centre de la NASA (1958-)

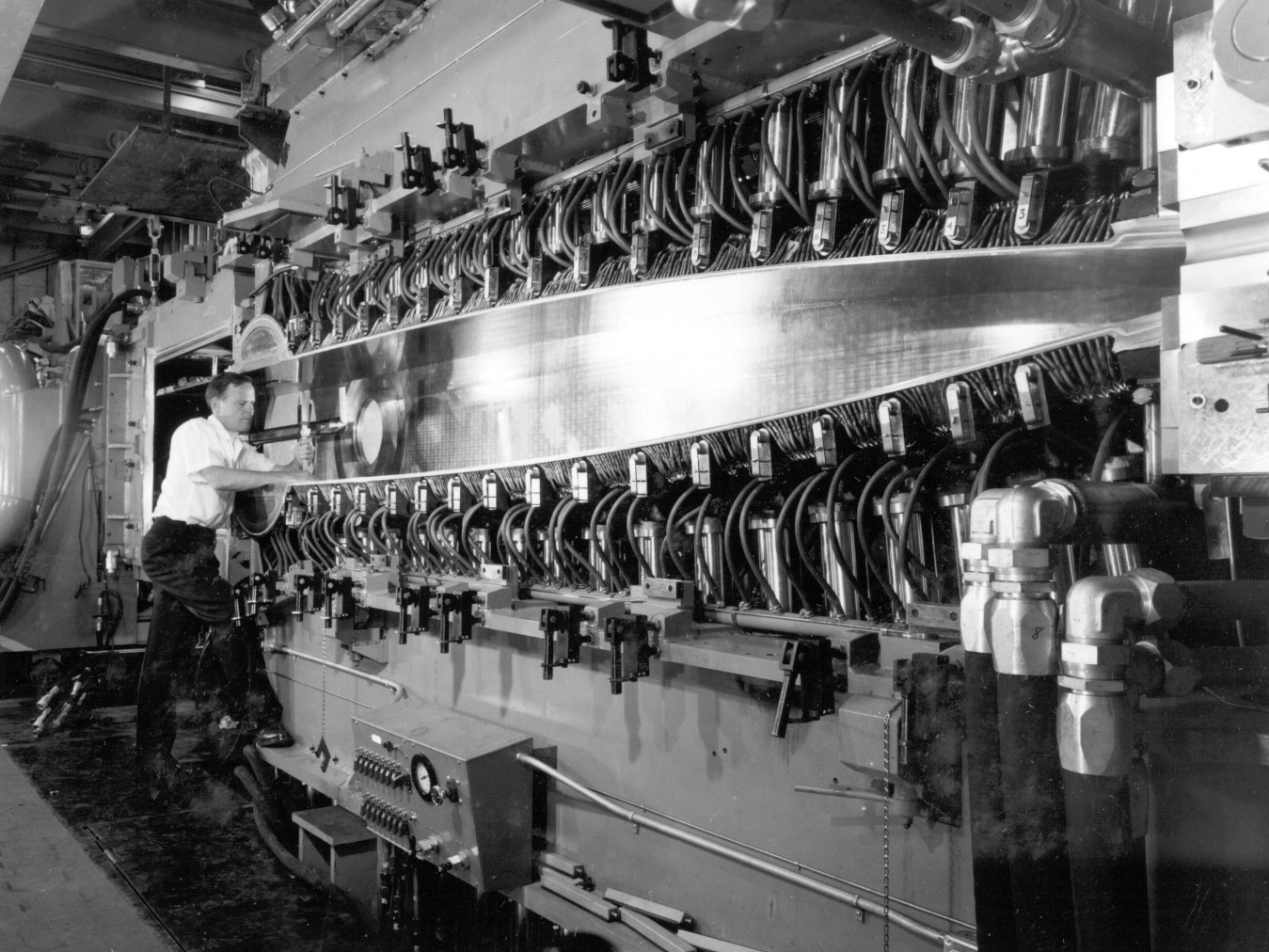
Soufflerie hypersonique du JPL l'année de son inauguration en 1959.

#### Définition des compétences du JPL au sein de la NASA
À ses débuts le JPL a du mal à trouver sa place au sein des établissements de la NASA. D'une part sa principale expertise porte sur les missiles balistiques militaires et d'autre part il continue à être une entité gérée par une université alors que les autres établissements de la NASA sont des organismes fédéraux. La NASA et le JPL tombent d'accord sur la mission principale du laboratoire, qui doit être de développer des missions robotiques d'exploration du système solaire, mais ils divergent sur la stratégie et le rôle précis du laboratoire. Les dirigeants du JPL souhaitent lancer immédiatement des missions vers Mars et Vénus alors que l'état-major de la NASA veut d'abord étudier la Lune avant de s'aventurer plus loin. Par ailleurs le JPL souhaite conserver la maîtrise de la construction des sondes spatiales, alors que la NASA préférerait que le JPL se limite à la gestion des projets, dont la construction serait sous-traitée aux industriels. La sélection des instruments scientifiques embarqués est également une source de conflit car le JPL souhaite conserver cette tâche alors que l'État-Major de l'agence spatiale estime qu'il est préférable que ce choix soit effectué sous sa supervision.
Au cours de la décennie 1950 les effectifs du JPL passent de 600 à 2 500 personnes et de nouvelles installations sont construites. Le JPL met au point des techniques de calcul de trajectoire des fusées à l'aide de calculateurs analogiques qui sont mis en œuvre par des jeunes femmes recrutées à la fin de leurs études secondaires

#### Premières missions lunaires

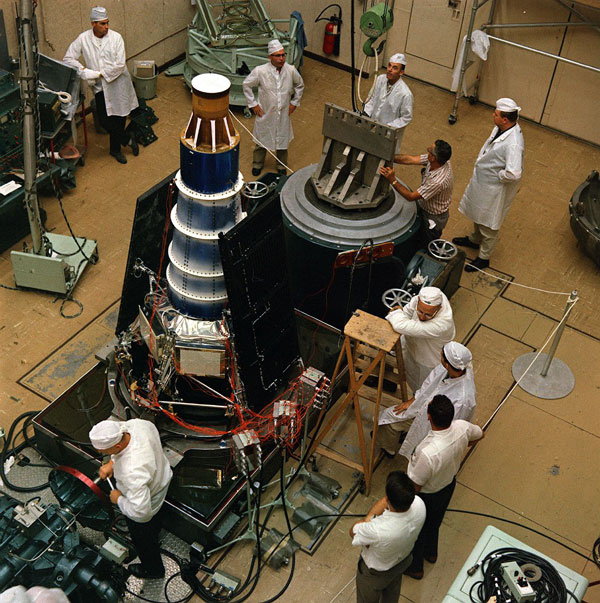
Ranger 6 subissant des tests de vibration sur un vibrateur électrodynamique (1963).

Après le lancement d'Explorer, le JPL développe quatre autres missions du programme Explorer dont deux sont perdues à la suite d'une défaillance du lanceur. L'établissement développe ensuite deux missions à destination de la Lune : le lancement de Pioneer 3 est un échec ; Pioneer 4 lancé en 1959 parvient à survoler la Lune mais à une distance plus importante que prévu. La mission est un demi-succès. Se conformant au souhait de la direction de la NASA, le JPL développe ensuite la série des sondes spatiales Ranger destinées à s'écraser sur la Lune tout en collectant des données sur celle-ci, ainsi que la famille des sondes Surveyor qui doivent se poser en douceur sur la Lune pour préparer l'atterrissage des futures missions Apollo. La construction des sondes Surveyor est confiée à la société aérospatiale Hughes Aircraft.

### À la conquete des planètes rocheuses

#### Un problème de lanceur
Le JPL commence à concevoir les sondes spatiales du programme Mariner, des engins beaucoup plus complexes que les précédents avec une masse de plus de 400 kilogrammes. Pour les placer en orbite, l'établissement commence à développer un étage supérieur de lanceur, baptisé Vega. Mais la NASA, quelques mois après avoir donné son feu vert à ces travaux, décide en 1959 de revenir sur sa décision car elle a décidé d'utiliser les deux étages supérieurs que l'Armée de l'Air développe de son côté : le premier est l'étage Agena qui vient tout juste d'effectuer son premier vol, le second est le Centaur, dont le premier vol est prévu en 1962. Les ingénieurs du JPL décident de développer une première sonde spatiale Mariner A qui doit survoler la planète Vénus en 1962 et une sonde spatiale plus complexe, Mariner B, qui doit effectuer le premier survol de Mars en 1964. Ces sondes utilisent pour la première fois depuis le début de l'ère spatiale une combinaison d'ergols très performante, hydrogène liquide,et oxygène liquide qui doit permettre de lancer les sondes spatiales Mariner. Mais la mise au point du Centaur s'avère difficile et au cours de l'été 1961 l'Armée de l'Air annonce que la date de son premier vol est repoussée. Pour la première mission Mariner, le JPL est contraint d'utiliser l'étage Agena, beaucoup moins puissant.

#### La première sonde spatiale interplanétaire: Mariner 2

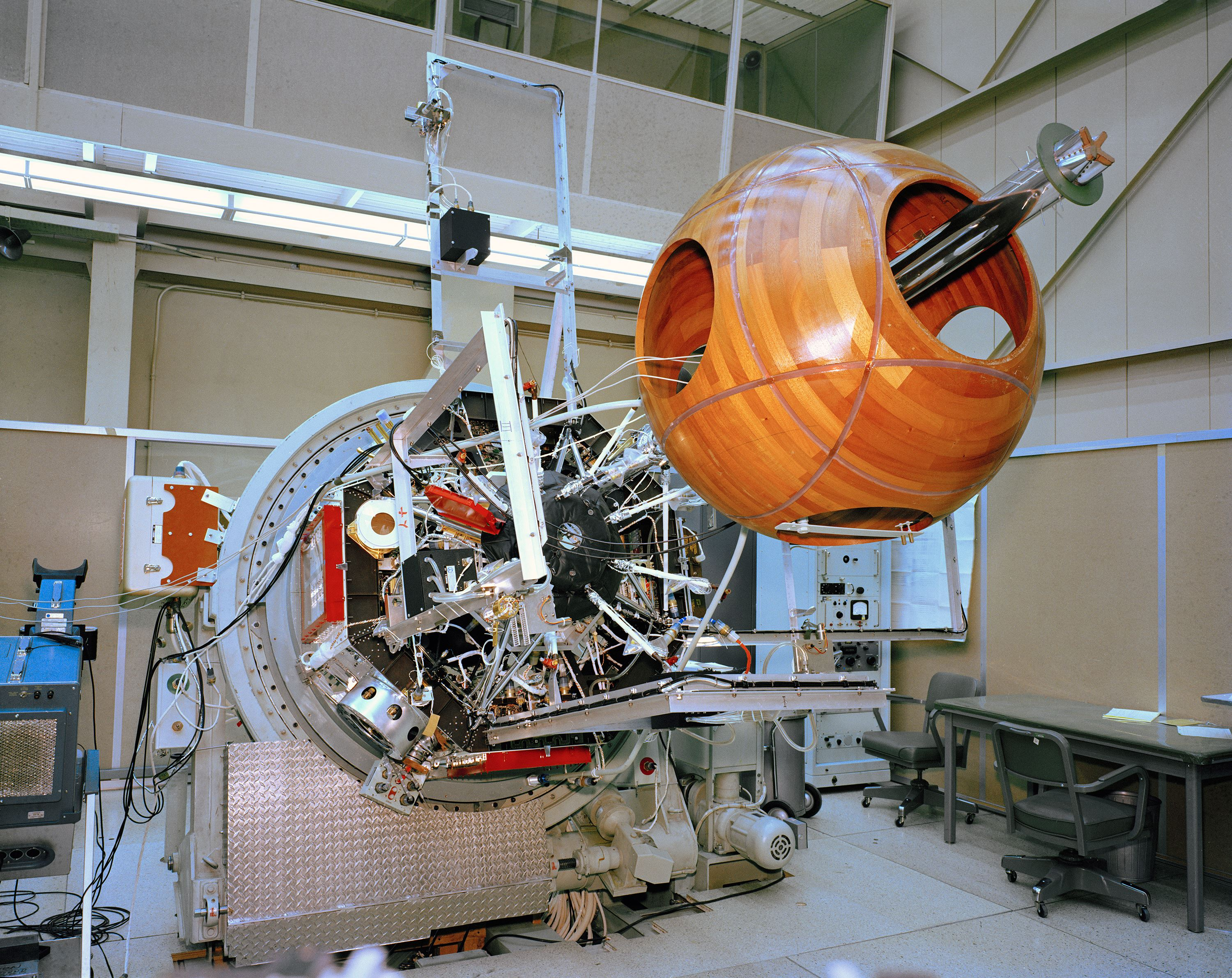
Test système de la sonde martienne Mariner 3 dans la salle d'assemblage du Jet Propulsion Laboratory (1964).

En une semaine la conception de Mariner A est complètement revue pour pouvoir réduire sa masse des deux tiers. Les ingénieurs empruntent des composants aux sondes Ranger en cours de fabrication. L'équipe projet dispose de moins d'un an pour mettre au point la sonde spatiale. Celle-ci doit être "stabilisée 3 axes" - une première pour une sonde spatiale - pour qu'une correction de trajectoire puisse être effectuée au cours de son transit vers Vénus et qu'elle puisse survoler la planète suffisamment près pour collecter des données scientifiques significatives. Les responsables du projet décident de construire deux sondes spatiales jumelles (Mariner 1 et Mariner 2) ainsi qu'un exemplaire de rechange. À l'époque le JPL emploie environ 2 200 personnes. Ces personnes travaillent souvent en parallèle sur plusieurs projets. Environ 250 employés du JPL travaillent sur le projet ainsi que 34 sous-traitants et près de 1 000 fournisseurs de pièces détachées. Le coût de développement de Mariner 1 et Mariner 2 s'élève à 47 millions US$, une somme importante pour l'époque mais qui sera largement dépassée par les projets suivants.
La mission devait répondre à d'importantes attentes scientifiques. La première concernait la planète Vénus. Dans les années 1950 l'hypothèse d'un Vénus plus chaud que la Terre mais habitable était considérée comme la plus probable. Mais des mesures effectuées à l'aide d'instruments terrestres à la fin des années 1950 semblent indiquer que l'atmosphère est dépourvue d'oxygène et de vapeur d'eau et que la température s'élève à plusieurs centaines de degrés Celsius. La deuxième interrogation concernait l'existence du vent solaire (un flux de particules, dont des protons, émis par le Soleil) conjecturé par Eugene Parker, un astrophysicien de Caltech. Initialement la sonde spatiale de 202 kg ne peut emporter que 11 kg d'instrumentation mais ce poids est finalement porté à 21 kg. La sonde spatiale emporte un instrument qui doit confirmer la présence du vent solaire, un radiomètre infrarouge, un instrument de mesure des particules à haute énergie, un détecteur de poussières, un instrument destiné à mesurer les ceintures de radiation, un magnétomètre et un radiomètre à micro-ondes destiné à confirmer la température relevée depuis la Terre. À la suite de débats, il a été décidé de n'emporter aucune caméra car aucun objectif scientifique ne peut lui être associé. Plusieurs de ces instruments sont développés directement par des membres du JPL et la NASA ne parvient pas à s'y opposer compte tenu du peu de temps disponible pour leur mise au point. Mariner 1 est lancée le 22 juillet 1962 mais le lanceur est volontairement détruit en raison d'une trajectoire apparemment non conforme. La sonde jumelle Mariner 2 est lancée le 27 août de la même année.

#### De Mariner 3 à Mariner 10
Huit autres sondes spatiales, baptisées Mariner 3 à Mariner 10, sont lancées entre 1964 et 1973 vers les planètes les plus proches de la Terre - Mars, Vénus et Mercure - dont six sont des succès. Ce programme ambitieux assoit la maitrise technique du Jet Propulsion Laboratory dans les domaines de la navigation spatiale, des télécommunications avec l'espace lointain, du contrôle de l'attitude, de l'automatisation des taches, de l'instrumentation scientifique et de la fiabilité. Plusieurs premières dans le domaine de l'exploration spatiale sont assurées : première mise en orbite autour d'une planète autre que la Terre, première utilisation de l'assistance gravitationnelle (Mariner 10). Sur le plan scientifique, les sondes révolutionnent notre connaissance des trois planètes explorées : cartographie d'une grande partie de la planète Mars et de 45 % de la planète Mercure, composition de l'atmosphère de Mars et de Vénus, mesure des champs magnétiques... Pour Mars et Vénus, les résultats modifient radicalement l'image idéalisée de ces planètes que beaucoup de gens et certains scientifiques considéraient jusque là comme des parentes proches de la Terre. Enfin dans le contexte de la course à l'espace les réussites du programme Mariner contribuent à démontrer la supériorité de l'astronautique américaine sur sa concurrente soviétique malgré les succès remarquables de quelques missions à la même époque.

### Les programmes Voyager et Viking
Au cours de la décennie 1970, le JPL développe son expertise dans le domaine des missions interplanétaires complexes : missions martiennes du programme Viking en partenariat avec le centre de recherche Langley qui comprennent les premiers atterrisseurs planétaires et sondes spatiales du programme Voyager qui effectuent la première étude approfondie des planètes externes du système solaire.

### La crise des années 1980

#### Un budget d'exploration planétaire en berne
Malgré l'immense succès des programmes Viking et Voyager, le Laboratoire traverse une crise qui débute alors que ces sondes spatiales sont encore en construction. Avec la fin du programme Apollo (1973), la NASA voit son budget fondre alors que le développement de la navette spatiale américaine accapare une part croissante de celui-ci. Le budget du programme d'exploration du système solaire est fortement réduit. Pour tenter de parer cette diminution d'activité, le JPL tente d'élargir ses activités dans le secteur non spatial comme les technologies de l'énergie et les télécommunications. Le Laboratoire étend son activité développement des technologies des cellules photovoltaïques et du thermique solaire, aux études géothermales dans les états de l'ouest, aux technologies des communications de la police, aux piles à combustible et aux véhicules électriques. Mais ces programmes de recherche doivent eux-mes être interrompus au début des années 1970 et le JPL tente de les remplacer en se tournant vers le département de la Défense. La crise atteint son point culminant lorsque l'administrateur de la NASA envisage en septembre 1981 d'arrêter complètement les missions d'exploration planétaire et de fermer le JPL. La communauté scientifique, des membres du Congrès américain et certains administrateurs du Caltech se mobilisent pour empêcher une telle décision. Ce mouvement de protestation permet de relancer le financement de l'exploration du système solaire. Le JPL est autorisé à développer la mission Magellan, un orbiteur équipé d'un radar qui doit se placer en orbite autour de Vénus et utiliser cet instrument pour percer la couverture nuageuse complètement opaque qui empêche toute observation du sol de cette planète.

#### La mission Galileo
Durant cette période de vaches maigres le centre JPL développe une mission ambitieuses et couteuse. La mission Galileo, qui est chargée d'étudier la planète géante Jupiter et ses principales lunes, est autorisée en 1977 pour un lancement en 1982 par la navette spatiale américaine à l'époque encore en cours de développement. Mais le développement de celle-ci prend du retard puis la navette Challenger ainsi que son équipage sont perdus en 1986 ce qui repousse le lancement de Gallileo à 1989. La sonde spatiale effectue de nombreuses découvertes notamment la présence d'un océan souterrain situé sous la couche de glace qui enveloppe le satellite Europe, la présence d'un champ magnétique autour de Ganymède et la première détection d'une lune autour d'un astéroïde (Dactyl en orbite autour de 243 Ida).

#### Diversification: les télescopes spatiaux
La réduction de l'activité d'exploration du système solaire incite le JPL à se tourner vers les missions d'observation de la Terre et d'astronomie spatiale. L'un des projets de recherche du JPL durant les années 1970, qui avait porté sur l'adaptation des détecteurs CCD au milieu spatial pour le système de caméra de la sonde Galileo, permet au laboratoire de décrocher en 1978 le développement de la caméra WPFC du télescope spatial Hubble qui sera lancé en 1990. Une deuxième version, WFPC2, sera développée par le JPL pour corriger l'aberration optique affectant le miroir primaire du télescope et sera installée par les astronautes américains en 1993. Toujours dans le domaine de l'astronomie spatiale, le JPL développement conjointement avec le Royaume-Uni et les Pays-Bas IRAS, un des premiers observatoires infrarouges. Lancé en 1992, ce télescope dressera en 10 mois la première carte des sources infrarouges de l'ensemble de la voute céleste.

#### Diversification: les satellites d'observation de la Terre
JPL se lance dans le développement de satellites d'observation de la Terre avec la mission Seasat-A. Le satellite, qui est placé en orbite en 1978, emporte des instruments qui permettent de mesurer la température de la surface des océans, la hauteur des mers et la vitesse du vent et un radar à synthèse d'ouverture pour étudier les vagues et la glace polaire. La mission est victime d'une défaillance avant sa fin prévue mais les instruments mis au point seront réutilisés dans une série de missions d'altimétrie océanique développées conjointement par le JPL et l'agence spatiale française, le CNES : TOPEX/Poseidon puis la série des Jason ainsi que le satellite QuikSCAT et enfin l'instrument RapidScat.

### Cassini-Huygens
La NASA et l'Agence spatiale européenne (ESA) lancent à la fin des années 1980 le développement de la mission Cassini-Huygens, particulièrement complexe (coût total de 3,6 milliards de dollars américains) à destination de la planète géante Saturne : le JPL développe un orbiteur, Cassini, qui doit se placer en orbite autour de la planète, tandis que l'ESA développe l'atterrisseur, Huygens, qui doit se poser sur la lune Titan. Le projet frôle à plusieurs reprises l'annulation du fait des difficultés budgétaires de la NASA, mais la sonde spatiale est finalement lancée le 15 octobre 1997. La mission, qui se place en orbite autour de Saturne en 2004 et qui est prolongée à plusieurs reprises jusqu'en 2017, est un immense succès à la fois technique et scientifique.

### Retour des missions martiennes
17 ans après les missions du programme Viking, la NASA se tourne à nouveau vers Mars. Le JPL est chargé en 1984 de développer une mission de type orbiteur baptisée Mars Observer, dont le cout est théoriquement limité par le recours à des composants développés pour des satellites commerciaux. La mission, dont le cout s'est envolé atteignant près d'un milliard US$, est victime d'une défaillance peu avant l'arrivée sur Mars. Cet échec entraîne une révision complète de la stratégie américaine d’exploration du système solaire. La NASA décide de lancer désormais des sondes spatiales moins sophistiquées mais à budget réduit : l'objectif est de ne pas tout perdre en cas d’échec tout en permettant la réalisation d'un plus grand nombre de missions avec un cycle de développement raccourci. C’est le « better, faster, cheaper » (« mieux, plus vite, moins cher ») . En ce qui concerne Mars, un programme d'exploration à bas cout, baptisé Mars Surveyor, est confié au JPL. Les objectifs qui avaient été assignés à Mars Observer sont repris par ces sondes martiennes. Pour abaisser les couts, le développement des sondes spatiales, traditionnellement développées en interne par le JPL, sont confiées aux industriels, le Laboratoire étant chargé du pilotage et de l'intégration des engins spatiaux. Mars Global Surveyor, lancé en 1996 est un brillant succès mais Mars Polar Lander et Mars Climate Orbiter lancés en 1998 sont des échecs ce qui met fin au programme.
La politique de bas cout est toutefois pérennisée avec succès à travers le programme Discovery. La première mission, Mars Pathfinder, est confiée au JPL. Celui-ci développe un engin spatial qui se pose sur le sol martien le 4 juillet 1997 renouant 20 ans après avec le succès des missions Viking. Il libère le premier robot mobile (astromobile) martien, Sojourner, qui explore les environs immédiats, parcourant une centaine de mètres jusqu'à l'arrêt des transmissions le 27 septembre 1997.
Le JPL va développer par la suite une série d'astromobiles martiens dont les succès vont renforcer l'image du JPL. Les deux astromobiles jumeaux Mars Exploration Rover (MER) Spirit et Opportunity, atterrissent en 2004. Leurs missions s'achèvent respectivement en 2010 et 2018, après avoir parcouru, à eux deux, plus de 53 km. Les missions débouchent sur de nombreux résultats dont certains confirment que dans un passé lointain l'eau a coulé à l'état liquide à la surface de la planète. L'astromobile martien suivant Curiosity (mission Mars Science Laboratory), beaucoup plus lourd, met en œuvre une technique d'atterrissage beaucoup plus sophistiquée, tout en emportant une suite d'instruments perfectionnés. Il atterrit sur Mars en 2012 et est toujours opérationnel en 2023. Enfin l'astromobile Perseverance (mission Mars 2020) se pose sur Mars en 2021 avec comme objectif de prélever des échantillons de sol qui seront ramenées sur Terre par la future mission Mars Sample Return développée par le JPL avec une contribution notable de l'Agence spatiale européenne.

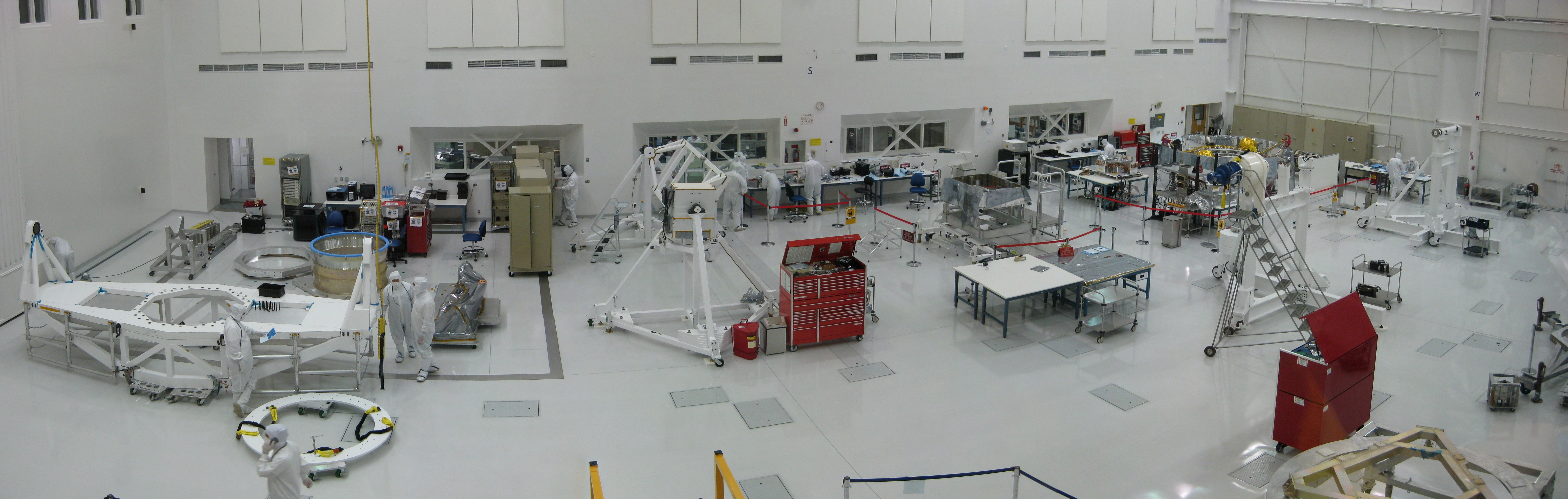
Assemblage de la sonde spatiale Mars Science Laboratory dans les locaux du JPL.

### Le JPL et le programme Discovery
Le JPL décroche la réalisation de plusieurs missions du programme Discovery, qui malgré leur bas cout, permettent des avancées scientifiques importantes. C'est la mission Stardust qui ramène sur Terre en 2004 des particules du vent solaire. Deep Impact est lancé en 2005 sur une trajectoire de collision avec la comète Tempel 1 pour déterminer la structure et la composition de cette dernière. La mission GRAIL, dont l'architecture dérive des satellites GRACE chargés de cartographier le champ de gravité terrestre, est lancée en 2011 pour déterminer les irrégularités du champ gravitationnel lunaire. Le JPL est chargé de la gestion du projet de télescope Kepler, développé par le centre de recherche Ames et lancé en 2009, qui effectuera le premier recensement exhaustif des exoplanètes. InSight, qui atterrit à la surface de Mars en 2018, ausculte l'intérieur de cette planète en mesurant son activité sismique. Psyché, dont le lancement est prévu en 2023, doit se placer en orbite autour de l'astéroïde métallique (16) Psyché situé dans la ceinture d'astéroïdes entre Mars et Jupiter et l'étudier. Ce corps céleste pourrait être pour partie le vestige du noyau ferreux d'une ancienne protoplanète issu d'une violente collision avec un autre objet, lequel aurait arraché ses couches externes. Enfin VERITAS, dont le lancement est repoussé au début des années 2030 à cause du trop plein de missions, doit étudier depuis l'orbite la planète Vénus.

## Activité

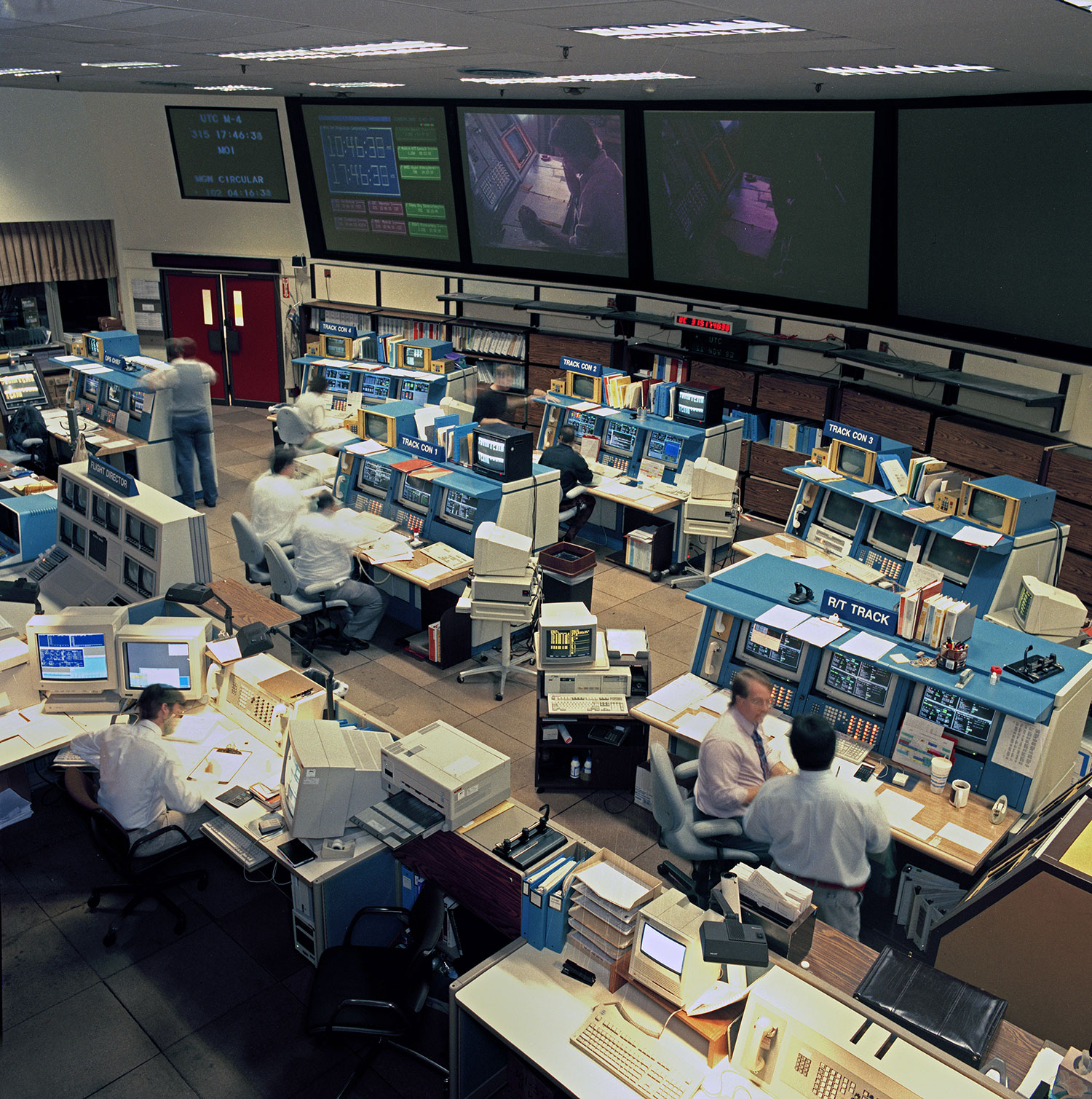
Principale salle de contrôle du réseau Deep Space Network au Jet Propulsion Laboratory en 1993.

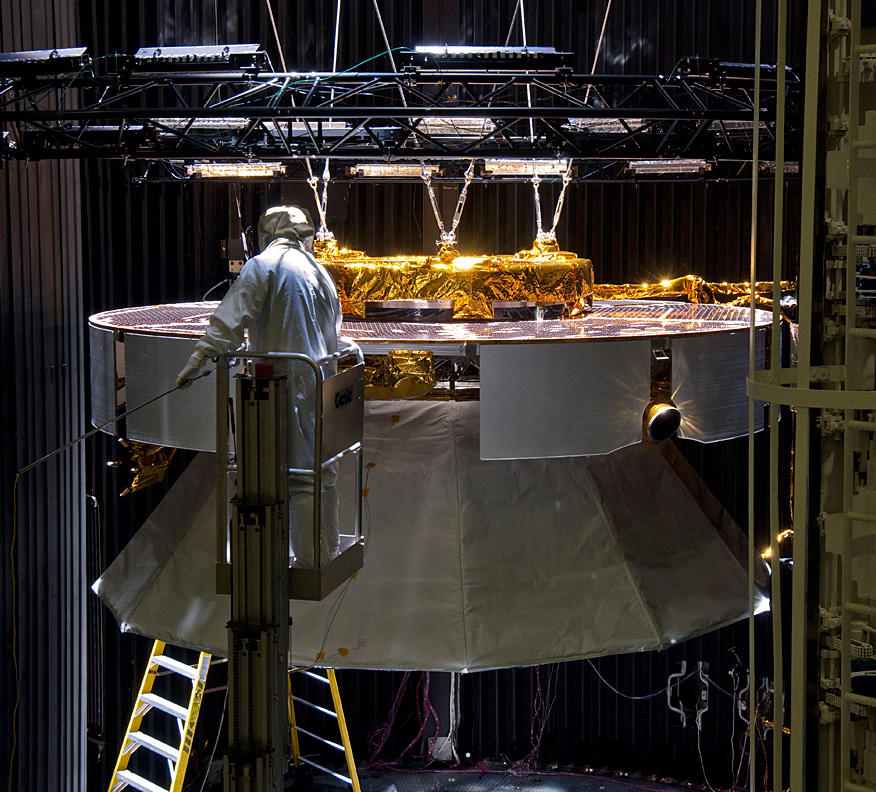
Le simulateur spatial de 25 pieds du JPL, ici avec l'étage de croisière de la sonde Mars Science Laboratory, permet de reproduire les conditions rencontrées dans l'espace : vide, radiations, rayonnement solaire.

L'agence spatiale dispose en 2021 d'un budget de 2,4 milliards US$ réparti principalement entre l'exploration de Mars (20%), l'exploration du reste du système solaire (25%), l'astronomie (15%), l'observation de la Terre (25%) et la gestion du réseau DSN (8%),

### Responsable des missions scientifiques de la NASA avec le centre Goddard
Au sein de la NASA le Jet Propulsion Laboratory est avec le centre de vol spatial Goddard un des deux centres consacrés aux missions scientifiques et à ce titre son activité est pilotée par la direction des missions scientifiques de l'agence spatiale américaine (Science Mission Directorate ou SMD). L'activité des autres centres de la NASA est soit tournée vers le programme spatial habité (Marshall, Lyndon B. Johnson, Centre spatial Kennedy) soit vers le domaine de l'aéronautique ou de la recherche (Langley, Neil Armstrong, Ames Research Center, Glenn Research Center).

### Un cœur d'activité centré sur l'exploration du système solaire
Le Jet Propulsion Laboratory gère environ 25 missions spatiales dont un tiers en cours de développement. Le développement de ces missions, dont le coût s'échelonne entre quelques dizaines de millions à 3 milliards US$ (Mars 2020, Europa Clipper), peut durer une dizaine d'années et une fois dans l'espace les engins spatiaux peuvent rester en activité plusieurs décennies. Le JPL est surtout connu pour ses sondes spatiales martiennes mais son activité est en réalité beaucoup plus diversifiée. Le centre de recherche développe des missions d'astronomie, d'observation de la Terre et des instruments scientifiques pour d'autres missions spatiales ou aéroportées. Elle est responsable du réseau de stations permettant de communiquer avec les sondes spatiales dans l'espace interplanétaire (Deep Space Network) et du programme de recherche d'astéroïdes géocroiseurs et développe également des télescopes spatiaux. Le JPL prend en charge la gestion générale des projets, la définition des cahiers des charges mais sous-traite souvent la construction des engins spatiaux à une poignée de constructeurs aérospatiaux qui ont acquis une forte expertise dans le domaine : Lockheed Martin, Applied Physics Laboratory, Southwest Research Institute, Ball Aerospace et Airbus en Europe. Le centre de recherche gère généralement les engins spatiaux durant leur phase opérationnelle.
Au sein de la NASA, le JPL a plus particulièrement la charge, sans en avoir l'exclusivité, du développement des missions d'exploration du système solaire réalisées par des robots en particulier celles lancées vers Mars (Mars Science Laboratory, Mars Exploration Rover...), les planètes externes (Cassini-Huygens, sonde Galileo,) et les astéroïdes et comètes (Deep Impact...). Les principales sondes spatiales en cours de développement en 2018 sont Mars 2020, Psyché et Europa Clipper. Le JPL développe également des missions d'observation de la Terre dont l'objectif est de mieux comprendre et modéliser les processus gérant le cycle de l'eau, des gaz atmosphériques (dioxyde de carbone, ozone...) et de l'énergie (Topex/Poseidon, Grace-FO, Jason 3...). Cette activité, souvent menée en coopération avec d'autres agences spatiales représentait en 2018 un tiers du budget du centre de recherche. En 2018 les missions en cours de développement sont SWOT avec le CNES et NISAR avec l'ISRO. Le JPL gère également des télescopes spatiaux observant dans l'infrarouge et en lumière visible en particulier Spitzer et Kepler le découvreur d'exoplanètes. Le centre est responsable en 2018 du développement WFIRST et participe de manière importante au projet Euclid.

### Télécommunications spatiales
Le JPL est également responsable du Deep Space Network ou DSN (réseau de communications avec l'espace lointain) qui est utilisé pour les communications avec les sondes spatiales interplanétaires et dans le cadre de quelques missions en orbite autour de la Terre. Le Deep Space Network est constitué d'un centre de contrôle situé au Jet Propulsion Laboratory et de trois stations terriennes gérées par le JPL et réparties sur la planète de manière à assurer une couverture permanente de l'ensemble du Système solaire. Ces stations, qui disposent chacune d'un réflecteur parabolique de 70 mètres de diamètre et de plusieurs antennes de 34 mètres et de 26 mètres de diamètre, se situent en Californie (Complexe Deep Space de Goldstone), près de Madrid en Espagne (Complexe Deep Space de Madrid) et près de Canberra en Australie (Complexe Deep Space de Canberra). Le JPL gère également le Near-Earth Object Program qui coordonne la détection et la classification par des télescopes gérés principalement par la NASA des astéroïdes géocroiseurs, c'est-à-dire des objets dont l'orbite croise celle de la Terre et qui sont donc susceptibles de s'écraser sur celle-ci. De manière anecdotique le JPL assiste aussi l'industrie cinématographique toute proche (Hollywood) en conseillant sur les aspects scientifiques des productions.

### Développement de nouvelles technologies spatiales
Tout au long de son histoire, le JPL a un joué un rôle pilote dans la mise au point, la mise en œuvre et la maitrise opérationnelles de nouvelles techniques associé à son activité spatiale notamment dans le dommaine de la navigation en espace profond, des communications interplanétaires, du traitement numérique des images, des caméras, des automates intelligents, des technologies mises en œuvre dans les instruments scientifiques, dans la micro-électronique,... Les premières images numériques sont ainsi réalisées par une caméra embarquée sur Mariner 4. Le développement du premier détecteur CMOS utilisé par une caméra, technique reprise par la suite sur tous les téléphones portables, est mise au point par un chercheur du JPL. Le JPL met au point une technique de compression de données pour la mission Galileo qui est reprise par la suite par les industriels des télécoms. La propulsion électrique est utilisée pour la première fois par la sonde spatiale Deep Space 1 développé par le JPL. Le Laboratoire a également joué un rôle pionnier dans l'utilisation des CubeSats pour réduire les couts des sondes spatiales.

## Les installations

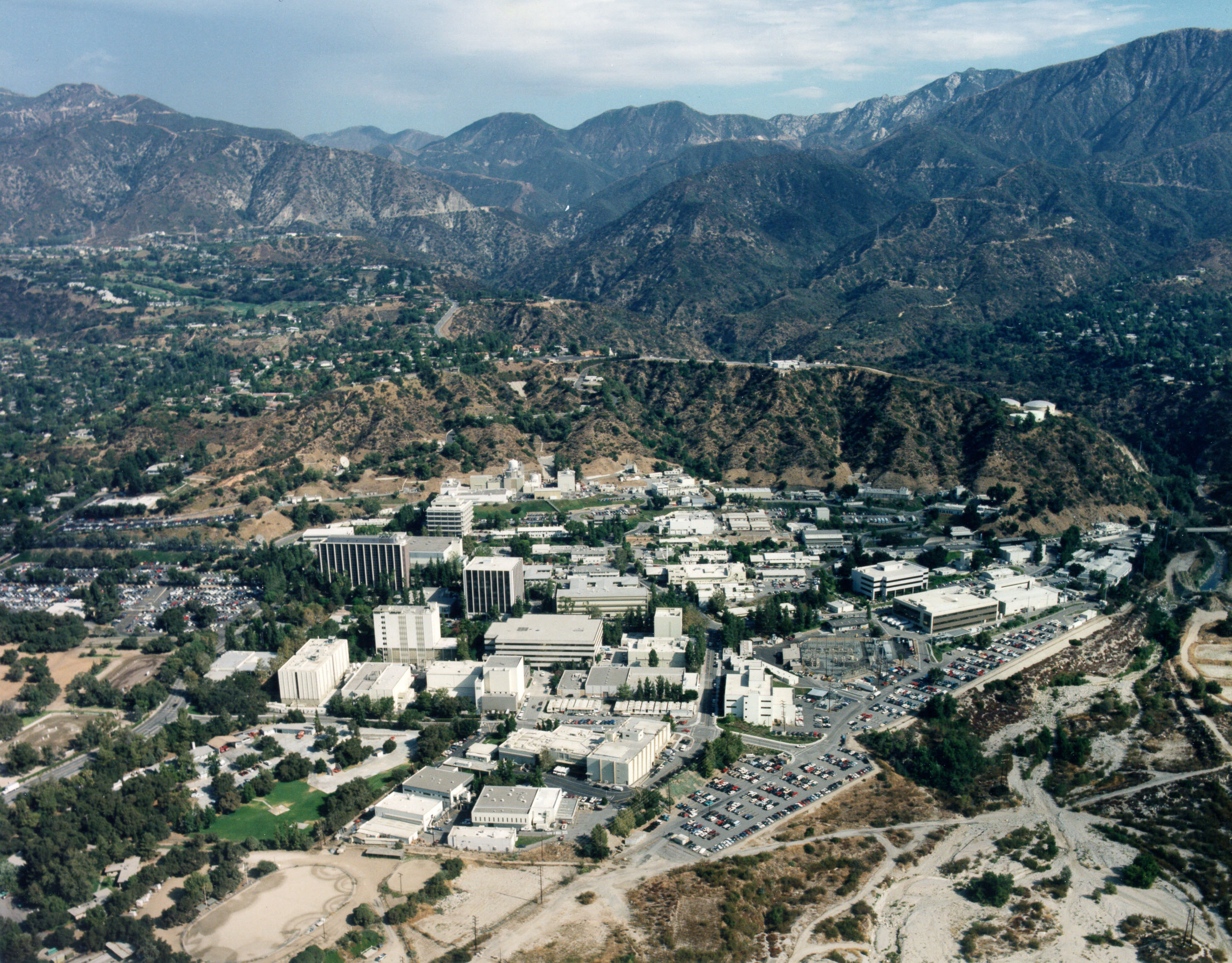
Vue aérienne du site du JPL en Californie

Le site du Jet Propulsion Laboratory a une superficie de 72 hectares et est situé au pied des Monts San Gabriel à La Cañada Flintridge en Californie, à 19 kilomètres au nord de Los Angeles. Les bâtiments les plus anciens sont situés sur le territoire de Pasadena, raison pour laquelle c'est cette ville qui est associée au JPL (à l'époque La Cañada Flintridge n'existait pas). En 2023, environ 6 300 salariés et sous-traitants à temps plein sont employés sur le site de Pasadena dont environ 4 300 sont affectés à des missions et 2 000 à des fonctions de support,. Plus d'une centaine de bâtiments sont dispersés sur le site. Les plus remarquables sont :
- le bâtiment contenant les deux salles blanches utilisées pour l'assemblage des engins spatiaux construits par le Jet Propulsion Laboratory. Les deux salles bénéficient d'un système de renouvellement et de filtrage de l'air qui limite le nombre de particules présentes. La salle High Bay 1 a été construite en 1962 tandis que High Bay 2 plus petite a été inaugurée en 1976. La première salle est généralement réservée à l'assemblage des sondes spatiales plus encombrantes tandis que High Bay 2 accueille les satellites d'observation de la Terre. Les deux salles disposent d'un pont levant pouvant soulever jusqu'à 13,6 tonnes. Pour pénétrer dans ces salles les techniciens doivent enfiler des tenues protectrices qui limitent la contamination des engins. L'assemblage de la sonde spatiale martienne Mars 2020 s'est achevée en 2020 dans la salle High Bay 1. Celle-ci devrait accueillir successivement le satellite d'observation de la Terre indo-américain NISAR puis la sonde spatiale jupitérienne Europa Clipper. De son côté High Bay 2 doit être utilisé pour l'assemblage du satellite d'observation de la Terre franco-américaine SWOT puis la sonde spatiale Psyché[31].
- le simulateur spatial de 25 pieds construite en 1961 est une chambre permettant de reproduire les conditions rencontrées dans l'espace : vide (5×10−7 torr) et rayonnement solaire (−195,6 °C) à 93 °C). C'est un cylindre construit en acier d'un diamètre de 8,2 mètres pour une hauteur de 26 mètres. Les sondes spatiales Ranger, Surveyor Mariner et Voyager ont été testées dans cette chambre qui à l'époque de sa construction était unique dans le monde.
- le centre de contrôle du Deep Space Network

Chaque année, un dimanche du mois de mai, le JPL organise une journée portes ouvertes et le public est invité à visiter le site et à assister à des démonstrations de la technologie développée au JPL. Des visites organisées sont possibles tout au long de l'année mais doivent être organisées longtemps à l'avance.

## Missions gérées par le JPL en cours ou projetées

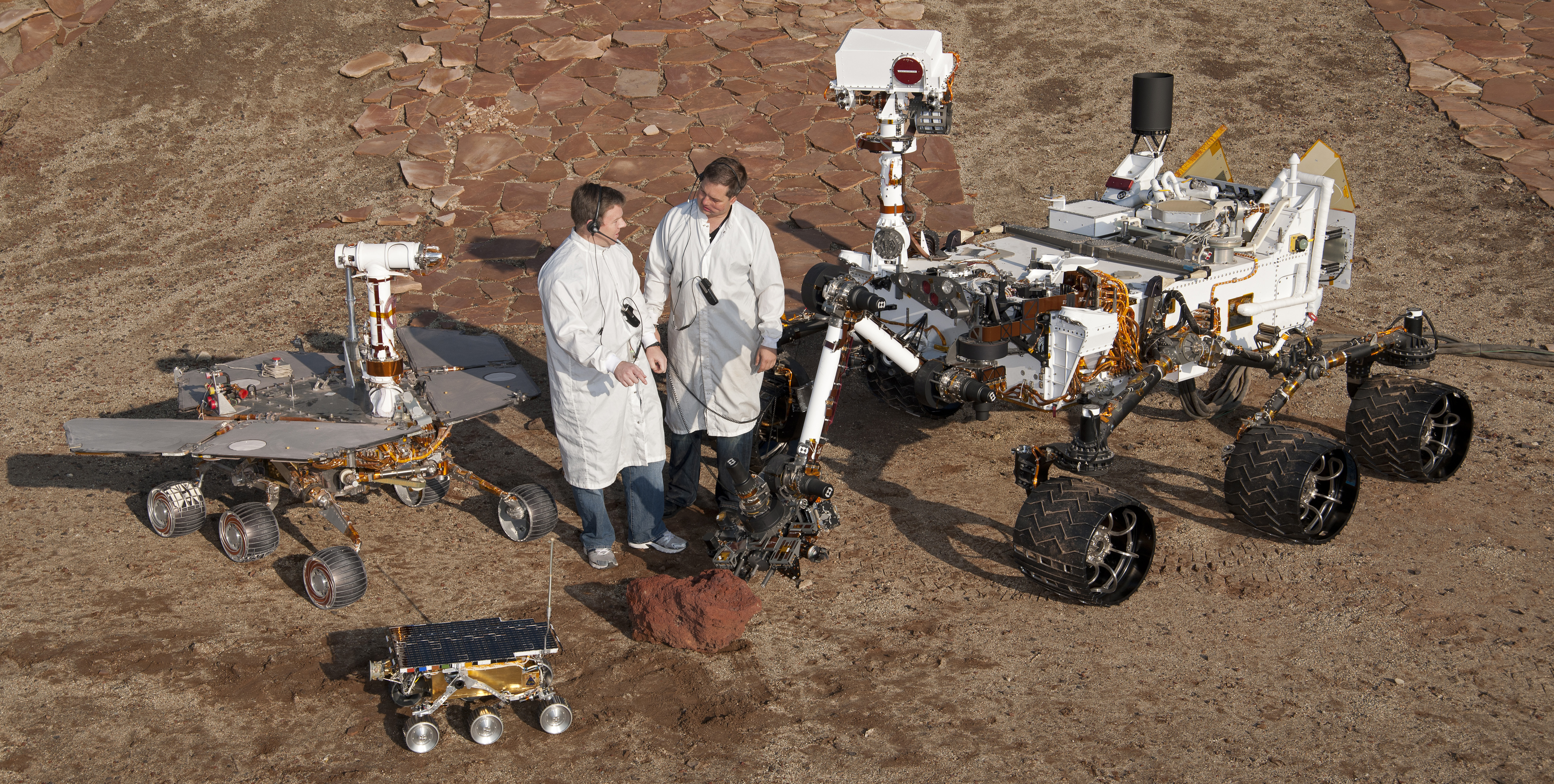
Les trois rovers envoyés sur Mars. Du plus petit au plus grand : Sojourner (Mars Pathfinder), Spirit/Opportunity (MER) et Curiosity (MSL).

Fin 2018 le Jet Propulsion Laboratory avait sous sa responsabilité 17 missions spatiales en cours, 7 missions en cours de développement (dont 1 en tant que participant minoritaire et deux en tant que coparticipant) et une quinzaine d'instruments en vol ou en cours de développement.

### Exploration du système solaire
| Statut mission | Lancement | Mission                       | Description      | Objectif                                          |
| -------------- | --------- | ----------------------------- | ---------------- | ------------------------------------------------- |
| En cours       | 1977      | Voyager 1                     | Survol           | Étude de Jupiter, Saturne, Uranus et Neptune      |
| En cours       | 1977      | Voyager 2                     | Survol           | Étude de Jupiter et Saturne                       |
| En cours       | 2001      | 2001 Mars Odyssey             | Orbiteur         | Composition de la surface de Mars                 |
| En cours       | 2005      | Mars Reconnaissance Orbiter   | Orbiteur martien | Cartographie de la surface de Mars                |
| En cours       | 2011      | MSL (Curiosity)               | Rover            | Histoire géologique et climatologique de Mars     |
| En cours       | 2011      | Juno                          | Orbiteur         | Étude de la structure de Jupiter                  |
| En cours       | 2020      | Mars 2020                     | Rover            | Prélèvements échantillon du sol de Mars, géologie |
| En cours       | 2023      | Psyché                        | Orbiteur         | Étude astéroïde                                   |
| En cours       | 2024      | Europa Clipper                | Orbiteur         | Étude de la lune de Jupiter Europe                |
| Développement  | 2026-2028 | Mars Sample Return (NASA/ESA) |                  | Retour d'un échantillon du sol de Mars sur Terre  |
| Développement  | vers 2031 | VERITAS                       | Orbiteur         | Cartographie de la surface de Vénus               |

### Astronomie
| Statut mission | Lancement    | Mission                    | Description                         | Objectif                             |                                                |
| -------------- | ------------ | -------------------------- | ----------------------------------- | ------------------------------------ | ---------------------------------------------- |
| En cours       | 2012         | NuSTAR                     | Télescope rayons X                  | Trous noirs, sources rayons X durs   |                                                |
| En cours       | 2009         | WISE                       | Télescope infrarouge                | Cartographie des sources infrarouges |                                                |
| En cours       | 2023         | Euclid                     | Télescope visible/proche infrarouge | Cosmologie (mission ESA)             | Énergie sombre, exoplanètes                    |
| Développement  | vers 2025    | WFIRST                     | Télescope visible/proche infrarouge | Énergie sombre, exoplanètes          |                                                |
| Développement  | 2024         | SPHEREx                    | Télescope visible/proche infrarouge | Inventaire des galaxies              | Détection de l'eau et des molécules organiques |
| 2026           | NEO Surveyor | Télescope infrarouge moyen | Défense planétaire                  | Inventaire des objets géocroiseurs   |                                                |

### Missions scientifiques d'étude de la Terre
| Statut mission | Lancement | Mission    | Description | Objectif                                                              |
| -------------- | --------- | ---------- | ----------- | --------------------------------------------------------------------- |
| En cours       | 2018      | Grace-FO   | Orbiteur    | Mesure du champ gravitationnel terrestre (en coopération avec la DLR) |
| En cours       | 2016      | Jason 3    | Orbiteur    | Océanographie (mission en coopération avec le CNES)                   |
| En cours       | 2015      | SMAP       | Orbiteur    | Étude cycle de l'eau, du carbone et de l'énergie                      |
| En cours       | 2014      | OCO-2      | Orbiteur    | Sources et puits du dioxyde de carbone                                |
| En cours       | 2006      | Cloudsat   | Orbiteur    | Structure interne des nuages                                          |
| En cours       | 2022      | SWOT       | Orbiteur    | Étude des courants océaniques (avec le CNES)                          |
| En cours       | 2019      | OCO-3      | Orbiteur    | Sources et puits du dioxyde de carbone                                |
| En cours       | 2020      | Sentinel-6 | Orbiteur    | Océanographie (mission en coopération avec le CNES)                   |
| Développement  | 2024      | NISAR      | Orbiteur    | Étude de l'évolution de l'écosystème terrestre (avec l'ISRO)          |

### Instruments scientifiques
Opérationnels
- AVIRIS (1993) Spectromètre imageur aéroporté[32]
- Space Very Long Baseline Interferometr (1997) Réseau d'interférométrie longue base[33]
- MISR (1999) Radiomètre spectromètre embarqué à bord du satellite Terra[34]
- ASTER (1999) Sondeur infrarouge embarqué à bord du satellite Terra[35]
- AIRS (2002) Sondeur infrarouge embarqué à bord du satellite Aqua [36]
- MLS (2004) Sondeur micro-ondes embarqué à bord du satellite Aura[37]
- UAVSAR (2007) Radar aéroporté[38]
- Diviner (2009) Interféromètre  [39]
- LBTI (2010) Interféromètre du télescope terrestre du Mont Graham[40]
- Airborne Snow Observatory (2013) Spectromètre imageur aéroporté[41]
- PRISM (1986) Spectromètre imageur aéroporté[42]
- AVIRIS-NG (1986) Spectromètre visible/infrarouge aéroporté[43]
- DRs (2015) Instrument de mesure des ondes gravitationnelles incorporé dans le satellite LISA Pathfinder de l'Agence spatiale européenne[44]
- CAL (2018) Etude des phénomènes quantiques à bord de la Station spatiale internationale[45]
- ECOSTRESS (2018) [46]
- EMIT (2022) Instrument installé sur la Station spatiale internationale [47]
- MIRI installé sur le télescope infrarouge James-Webb (télescope spatial) (2021)

En cours de développement
- MAIA (?)  [48]
- Deep Space Optical Communications (DSOC) (2023) [49]
- ASTHROS (2024) [50]
- Farside Seismic Suite (2025) [51]

### Micro et Nano-satellites
Opérationnels
- M-Cubed (2013) CubeSat 1U Mise au point d'un algorithme de traitement des images[52]
- GRIFEX (2015) CubeSat 3U démonstrateur technologique d'un spectromètre à haute capacité[53]
- ISARA (2017) CubeSat démonstrateur technologique ayant pour objectif de valide un système de communication en bande KA compact et performant[54]
- CubeRRT (2018) CubeSat démonstrateur technologique ayant pour objectif de démontrer les moyens de réduire les interférences dans le spectre micro-ondes[55]

En cours de développement
- SunRISE (2024)[56]
- Lunar Trailblazer (2025)[57]
- INSPIRE (?) [58]

### Technologie
- Ingenuity (2020) Hélicoptère expérimental embarque sur l'astromobile martien Perseverance (mission Mars 2020)[59]
- Cooperative Autonomous Distributed Robotic Exploration[60]

## Missions achevées
Missions d'exploration du système solaire
- Programme Explorer 1 à 5
- Programme Ranger
- Programme Surveyor premiers atterrissage en douceur sur la Lune
- Programme Mariner premières missions interplanétaires vers Mars, Vénus et Mercure
- Sondes Pioneer
- Programme Viking
- Ulysses (1990)  (participation à une mission ESA)
- Sonde Magellan (1989)
- Sonde Galileo
- Mars Observer (1992)
- Mars Climate Orbiter
- Deep Space 1 et Deep Space 2
- Mars Global Surveyor
- Sonde Cassini-Huygens
- Genesis (2001)
- Sonde Stardust
- Mars Pathfinder
- Mars Exploration Rover (rovers Spirit (rover) et Opportunity)
- GRAIL (2011)
- Dawn
- InSight

Astronomie
- IRAS (1983) Projet conjoint avec l'ESA
- WIRE (1999)
- GALEX (2003) [61]
- Kepler (2009)
- Spitzer (2003-2020)

Missions d'observation de la Terre
- Seasat (1978)
- QuikSCAT (1999) [62]
- AcrimSat (1999)
- Topex/Poseidon (1992) projet conjoint avec le CNES
- Jason 1 (2001)  projet conjoint avec le CNES
- GRACE (2002) projet conjoint avec la DLR
- Orbiting Carbon Observatory (2009)
- Solar Mesosphere Explorer (1981)
- Jason 2 (2008-2019)

Micro et nano-satellites
- RACE (2014) CubeSat 3U expérimental testant un radiomètre compact[63]
- IPEX (2015) CubeSat 1U expérimental testant un système de restitution autonome de données scientifiques[64]
- ASTERIA (2017) CubeSat expérimental testant un télescope avec une précision de pointage d'une seconde d'arc[65]
- MarCO (2018) Deux CubeSats 6U accompagnant l'atterrisseur martien InSight mettant en œuvre un système de télécommunicatgions interplanétaire[66]
- RainCube (2018) CubeSat mettant en œuvre un radar compact et à bas cout[67]
- Lunar Flashlight (2022-2023) CubeSat expérimental[68]
- Near Earth Asteroid Scout (2022) CubeSat expérimental[69]

Instruments scientifiques
- Shuttle Imaging Radar-A (1981) radar installé à bord de la Navette spatiale américaine[70]
- Shuttle Imaging Radar-B (1984) radar installé à bord de la Navette spatiale américaine[71]
- WFPC2 (1993) Caméra embarquée à bord du télescope spatial Hubble[72]
- Spaceborne Imaging Radar-C  (1994) radar installé à bord de la Navette spatiale américaine[73]
- NSCAT (1996) Radar embarqué à bord du satellite japonais Advanced Earth Observation Satellite[74]
- SeaWinds (1999) Radar embarqué à bord de Quick Scatterometer Earth Satellite[75]
- Shuttle Radar Topography Mission (2000) Radar embarqué à bord de la navette spatiale américaine[76]
- Keck Interferometer  (2001)  Instrument du télescope terrestre Keck[77]
- Aquarius (2011) Instrument installé sur un satellite argentin.
- M3 (2008)  Instrument embarqué sur l'orbiteur lunaire de l'Inde Chandrayaan-1 [78]
- TES (2004) Spectromètre infrarouge installé sur le satellite d'observation de la Terre Aura[79]
- SIR-A, SIR-B, SIR-C
- Autonomous Sciencecraft Experiment (2004) expérience embarquée sur le satellite Earth Observer 1[80]
- MIRO (2004) Instrument embarqué sur la sonde spatiale Rosetta de l'Agence spatiale européenne[81]
- SRTM
- OPALS  (2014) Système de communication laser expérimental installé sur la Station spatiale internationale[82]
- ISS-RapidScat (2014) Instrument installé sur la Station spatiale internationale et destiné à mesurer les vents océaniques (remplacement du satellite QuickScat)[83]
- DSAC (2018) Horloge atomique expérimentale[84]
- TEMPEST-D (2018) Radiomètre micro-ondes expérimental[85]

### Directeurs
Neuf directeurs du Jet Propulsion Laboratory se sont succédé en huit décennies (1936-2021) à la tête du centre spatial. À deux exception près (Lew Allen et Laurie Leshin) tous ont été recrutés au sein soit de Caltech soit du JPL lui-même. Tous ont eu une formation initiale en engineering ou en science couronnée par un doctorat.
- Dr Theodore von Karman, 1938 – 1944
- Dr Frank Malina, 1944 – 1946
- Dr Louis Dunn, 1946 – 1er octobre 1954
- Dr William H. Pickering, 1er octobre 1954 – 31 mars 1976
- Dr Bruce C. Murray, 1er avril 1976 – 30 juin 1982
- Dr Lew Allen, 22 juillet 1982 – 31 décembre 1990
- Dr Edward C. Stone, 1er janvier 1991 – 30 avril 2001
- Dr Charles Elachi, 1er mai 2001 – 30 juin 2016[86]
- Dr Michael M. Watkins, 1er juillet 2016 - 2021
- Dr Laurie Leshin (mai 2022-)

## Honneur
L'astéroïde (78577) JPL est nommé en son honneur.